# Sistema London
O Sistema London, também conhecido como Variação Mason, é um sistema de abertura no xadrez onde as Brancas abrem com 1.d4, mas não jogam o Gambito da Dama, optando por desenvolver rapidamente o bispo de casas escuras. Isso geralmente resulta em um jogo fechado. O Sistema London pode ser usado contra praticamente qualquer defesa negra e, portanto, compreende um corpo menor de teoria de abertura do que muitas outras aberturas. Embora tenha a reputação de uma abertura sólida, o Sistema London tem enfrentado críticas por sua falta de dinâmica.
O rápido desenvolvimento do bispo de casas escuras no Sistema London pode ser comparado ao Sistema Colle, no qual o bispo da dama geralmente permanece em c1 durante a fase inicial do jogo.

## Origem
O jogador britânico James Mason foi o primeiro proponente conhecido do Sistema London. Seus contemporâneos incluem Johannes Zukertort, Adolf Anderssen e William Steinitz. O Sistema London ganhou destaque em um torneio internacional realizado no Central Hall, Westminster, de 31 de julho a 19 de agosto de 1922, que mais tarde seria conhecido como Torneio de Londres de 1922.
Os convites foram enviados para Capablanca, Alekhine, Rubinstein, Bogoljubov, Reti, Tartakover, Vidmar, Euwe, Borislav Kostic e Frank Marshall, mas os dois últimos tiveram problemas com as despesas de viagem e não puderam aceitar. O atual Campeão Britânico e os Campeões da Austrália e Canadá também foram convidados... Muitos jogos disputados neste torneio viriam a enfeitar as melhores coleções de jogos de vários jogadores.
Chessgames.com
O Sistema London entrou na moda como uma forma de contrariar o Gambito da Rainha Ortodoxo Declinado e as configurações hipermodernas que começaram a crescer em popularidade durante a década de 1920, como a Defesa Índia do Rei.  Muitos dos jogos no torneio de Londres de 1922 apresentavam a Defesa Índia da Dama, Variação Rubinstein, onde as brancas jogam Bg5 para imobilizar o cavalo, Cc3 e c4, indiscutivelmente estendendo demais as peças muito cedo no jogo. Mais tarde no torneio, os jogadores começaram a jogar Bf4 e c3. A linha dá às Brancas uma posição sólida, e os críticos da linha se referem a ela como a "variação do velho" ou o "sistema chato". Mesmo assim, a abertura pode levar a ataques agudos. Vlatko Kovačević e David Bronstein estão entre os melhores jogadores táticos que jogaram no Sistema London.

Sverre Johnsen e Vlatko Kovačević, na introdução de seu livro de 2005, Win with the London System, afirmam:
Essencialmente, a Londres é um conjunto de linhas sólidas onde, após 1.d4, as brancas rapidamente desenvolvem seu bispo de casas escuras para f4 e normalmente reforçam seu centro com [peões em] c3 e e3 em vez de expandir. Embora tenha potencial para um ataque rápido na ala do rei, as forças brancas geralmente são flexíveis o suficiente para se engajar em uma batalha em qualquer lugar do tabuleiro. Historicamente, desenvolveu-se em um sistema principalmente a partir de três variações:
- 1. d4 d5 2. Cf3 Cf6 3. Bf4
- 1. d4 Cf6 2. Cf3 e6 3. Bf4
- 1. d4 Cf6 2. Cf3 g6 3. Bf4

## Princípios
O branco deve idealmente desenvolver seus cavalos para f3 e d2, bispos para f4 e d3 e solidificar a posição com peões em d4, e3 e c3.
|   | a | b | c | d | e | f | g | h |   |
| 8 | a8 preto torre · b8 preto cavalo · c8 preto bispo · d8 preto rainha · e8 preto rei · f8 preto bispo · g8 preto cavalo · h8 preto torre · a7 preto peão · b7 preto peão · c7 preto peão · d7 preto peão · e7 preto peão · f7 preto peão · g7 preto peão · h7 preto peão · d4 branco peão · f4 branco bispo · c3 branco peão · d3 branco bispo · e3 branco peão · f3 branco cavalo · a2 branco peão · b2 branco peão · d2 branco cavalo · f2 branco peão · g2 branco peão · h2 branco peão · a1 branco torre · d1 branco rainha · e1 branco rei · h1 branco torre | a8 preto torre · b8 preto cavalo · c8 preto bispo · d8 preto rainha · e8 preto rei · f8 preto bispo · g8 preto cavalo · h8 preto torre · a7 preto peão · b7 preto peão · c7 preto peão · d7 preto peão · e7 preto peão · f7 preto peão · g7 preto peão · h7 preto peão · d4 branco peão · f4 branco bispo · c3 branco peão · d3 branco bispo · e3 branco peão · f3 branco cavalo · a2 branco peão · b2 branco peão · d2 branco cavalo · f2 branco peão · g2 branco peão · h2 branco peão · a1 branco torre · d1 branco rainha · e1 branco rei · h1 branco torre | a8 preto torre · b8 preto cavalo · c8 preto bispo · d8 preto rainha · e8 preto rei · f8 preto bispo · g8 preto cavalo · h8 preto torre · a7 preto peão · b7 preto peão · c7 preto peão · d7 preto peão · e7 preto peão · f7 preto peão · g7 preto peão · h7 preto peão · d4 branco peão · f4 branco bispo · c3 branco peão · d3 branco bispo · e3 branco peão · f3 branco cavalo · a2 branco peão · b2 branco peão · d2 branco cavalo · f2 branco peão · g2 branco peão · h2 branco peão · a1 branco torre · d1 branco rainha · e1 branco rei · h1 branco torre | a8 preto torre · b8 preto cavalo · c8 preto bispo · d8 preto rainha · e8 preto rei · f8 preto bispo · g8 preto cavalo · h8 preto torre · a7 preto peão · b7 preto peão · c7 preto peão · d7 preto peão · e7 preto peão · f7 preto peão · g7 preto peão · h7 preto peão · d4 branco peão · f4 branco bispo · c3 branco peão · d3 branco bispo · e3 branco peão · f3 branco cavalo · a2 branco peão · b2 branco peão · d2 branco cavalo · f2 branco peão · g2 branco peão · h2 branco peão · a1 branco torre · d1 branco rainha · e1 branco rei · h1 branco torre | a8 preto torre · b8 preto cavalo · c8 preto bispo · d8 preto rainha · e8 preto rei · f8 preto bispo · g8 preto cavalo · h8 preto torre · a7 preto peão · b7 preto peão · c7 preto peão · d7 preto peão · e7 preto peão · f7 preto peão · g7 preto peão · h7 preto peão · d4 branco peão · f4 branco bispo · c3 branco peão · d3 branco bispo · e3 branco peão · f3 branco cavalo · a2 branco peão · b2 branco peão · d2 branco cavalo · f2 branco peão · g2 branco peão · h2 branco peão · a1 branco torre · d1 branco rainha · e1 branco rei · h1 branco torre | a8 preto torre · b8 preto cavalo · c8 preto bispo · d8 preto rainha · e8 preto rei · f8 preto bispo · g8 preto cavalo · h8 preto torre · a7 preto peão · b7 preto peão · c7 preto peão · d7 preto peão · e7 preto peão · f7 preto peão · g7 preto peão · h7 preto peão · d4 branco peão · f4 branco bispo · c3 branco peão · d3 branco bispo · e3 branco peão · f3 branco cavalo · a2 branco peão · b2 branco peão · d2 branco cavalo · f2 branco peão · g2 branco peão · h2 branco peão · a1 branco torre · d1 branco rainha · e1 branco rei · h1 branco torre | a8 preto torre · b8 preto cavalo · c8 preto bispo · d8 preto rainha · e8 preto rei · f8 preto bispo · g8 preto cavalo · h8 preto torre · a7 preto peão · b7 preto peão · c7 preto peão · d7 preto peão · e7 preto peão · f7 preto peão · g7 preto peão · h7 preto peão · d4 branco peão · f4 branco bispo · c3 branco peão · d3 branco bispo · e3 branco peão · f3 branco cavalo · a2 branco peão · b2 branco peão · d2 branco cavalo · f2 branco peão · g2 branco peão · h2 branco peão · a1 branco torre · d1 branco rainha · e1 branco rei · h1 branco torre | a8 preto torre · b8 preto cavalo · c8 preto bispo · d8 preto rainha · e8 preto rei · f8 preto bispo · g8 preto cavalo · h8 preto torre · a7 preto peão · b7 preto peão · c7 preto peão · d7 preto peão · e7 preto peão · f7 preto peão · g7 preto peão · h7 preto peão · d4 branco peão · f4 branco bispo · c3 branco peão · d3 branco bispo · e3 branco peão · f3 branco cavalo · a2 branco peão · b2 branco peão · d2 branco cavalo · f2 branco peão · g2 branco peão · h2 branco peão · a1 branco torre · d1 branco rainha · e1 branco rei · h1 branco torre | 8 |
| 7 | a8 preto torre · b8 preto cavalo · c8 preto bispo · d8 preto rainha · e8 preto rei · f8 preto bispo · g8 preto cavalo · h8 preto torre · a7 preto peão · b7 preto peão · c7 preto peão · d7 preto peão · e7 preto peão · f7 preto peão · g7 preto peão · h7 preto peão · d4 branco peão · f4 branco bispo · c3 branco peão · d3 branco bispo · e3 branco peão · f3 branco cavalo · a2 branco peão · b2 branco peão · d2 branco cavalo · f2 branco peão · g2 branco peão · h2 branco peão · a1 branco torre · d1 branco rainha · e1 branco rei · h1 branco torre | a8 preto torre · b8 preto cavalo · c8 preto bispo · d8 preto rainha · e8 preto rei · f8 preto bispo · g8 preto cavalo · h8 preto torre · a7 preto peão · b7 preto peão · c7 preto peão · d7 preto peão · e7 preto peão · f7 preto peão · g7 preto peão · h7 preto peão · d4 branco peão · f4 branco bispo · c3 branco peão · d3 branco bispo · e3 branco peão · f3 branco cavalo · a2 branco peão · b2 branco peão · d2 branco cavalo · f2 branco peão · g2 branco peão · h2 branco peão · a1 branco torre · d1 branco rainha · e1 branco rei · h1 branco torre | a8 preto torre · b8 preto cavalo · c8 preto bispo · d8 preto rainha · e8 preto rei · f8 preto bispo · g8 preto cavalo · h8 preto torre · a7 preto peão · b7 preto peão · c7 preto peão · d7 preto peão · e7 preto peão · f7 preto peão · g7 preto peão · h7 preto peão · d4 branco peão · f4 branco bispo · c3 branco peão · d3 branco bispo · e3 branco peão · f3 branco cavalo · a2 branco peão · b2 branco peão · d2 branco cavalo · f2 branco peão · g2 branco peão · h2 branco peão · a1 branco torre · d1 branco rainha · e1 branco rei · h1 branco torre | a8 preto torre · b8 preto cavalo · c8 preto bispo · d8 preto rainha · e8 preto rei · f8 preto bispo · g8 preto cavalo · h8 preto torre · a7 preto peão · b7 preto peão · c7 preto peão · d7 preto peão · e7 preto peão · f7 preto peão · g7 preto peão · h7 preto peão · d4 branco peão · f4 branco bispo · c3 branco peão · d3 branco bispo · e3 branco peão · f3 branco cavalo · a2 branco peão · b2 branco peão · d2 branco cavalo · f2 branco peão · g2 branco peão · h2 branco peão · a1 branco torre · d1 branco rainha · e1 branco rei · h1 branco torre | a8 preto torre · b8 preto cavalo · c8 preto bispo · d8 preto rainha · e8 preto rei · f8 preto bispo · g8 preto cavalo · h8 preto torre · a7 preto peão · b7 preto peão · c7 preto peão · d7 preto peão · e7 preto peão · f7 preto peão · g7 preto peão · h7 preto peão · d4 branco peão · f4 branco bispo · c3 branco peão · d3 branco bispo · e3 branco peão · f3 branco cavalo · a2 branco peão · b2 branco peão · d2 branco cavalo · f2 branco peão · g2 branco peão · h2 branco peão · a1 branco torre · d1 branco rainha · e1 branco rei · h1 branco torre | a8 preto torre · b8 preto cavalo · c8 preto bispo · d8 preto rainha · e8 preto rei · f8 preto bispo · g8 preto cavalo · h8 preto torre · a7 preto peão · b7 preto peão · c7 preto peão · d7 preto peão · e7 preto peão · f7 preto peão · g7 preto peão · h7 preto peão · d4 branco peão · f4 branco bispo · c3 branco peão · d3 branco bispo · e3 branco peão · f3 branco cavalo · a2 branco peão · b2 branco peão · d2 branco cavalo · f2 branco peão · g2 branco peão · h2 branco peão · a1 branco torre · d1 branco rainha · e1 branco rei · h1 branco torre | a8 preto torre · b8 preto cavalo · c8 preto bispo · d8 preto rainha · e8 preto rei · f8 preto bispo · g8 preto cavalo · h8 preto torre · a7 preto peão · b7 preto peão · c7 preto peão · d7 preto peão · e7 preto peão · f7 preto peão · g7 preto peão · h7 preto peão · d4 branco peão · f4 branco bispo · c3 branco peão · d3 branco bispo · e3 branco peão · f3 branco cavalo · a2 branco peão · b2 branco peão · d2 branco cavalo · f2 branco peão · g2 branco peão · h2 branco peão · a1 branco torre · d1 branco rainha · e1 branco rei · h1 branco torre | a8 preto torre · b8 preto cavalo · c8 preto bispo · d8 preto rainha · e8 preto rei · f8 preto bispo · g8 preto cavalo · h8 preto torre · a7 preto peão · b7 preto peão · c7 preto peão · d7 preto peão · e7 preto peão · f7 preto peão · g7 preto peão · h7 preto peão · d4 branco peão · f4 branco bispo · c3 branco peão · d3 branco bispo · e3 branco peão · f3 branco cavalo · a2 branco peão · b2 branco peão · d2 branco cavalo · f2 branco peão · g2 branco peão · h2 branco peão · a1 branco torre · d1 branco rainha · e1 branco rei · h1 branco torre | 7 |
| 6 | a8 preto torre · b8 preto cavalo · c8 preto bispo · d8 preto rainha · e8 preto rei · f8 preto bispo · g8 preto cavalo · h8 preto torre · a7 preto peão · b7 preto peão · c7 preto peão · d7 preto peão · e7 preto peão · f7 preto peão · g7 preto peão · h7 preto peão · d4 branco peão · f4 branco bispo · c3 branco peão · d3 branco bispo · e3 branco peão · f3 branco cavalo · a2 branco peão · b2 branco peão · d2 branco cavalo · f2 branco peão · g2 branco peão · h2 branco peão · a1 branco torre · d1 branco rainha · e1 branco rei · h1 branco torre | a8 preto torre · b8 preto cavalo · c8 preto bispo · d8 preto rainha · e8 preto rei · f8 preto bispo · g8 preto cavalo · h8 preto torre · a7 preto peão · b7 preto peão · c7 preto peão · d7 preto peão · e7 preto peão · f7 preto peão · g7 preto peão · h7 preto peão · d4 branco peão · f4 branco bispo · c3 branco peão · d3 branco bispo · e3 branco peão · f3 branco cavalo · a2 branco peão · b2 branco peão · d2 branco cavalo · f2 branco peão · g2 branco peão · h2 branco peão · a1 branco torre · d1 branco rainha · e1 branco rei · h1 branco torre | a8 preto torre · b8 preto cavalo · c8 preto bispo · d8 preto rainha · e8 preto rei · f8 preto bispo · g8 preto cavalo · h8 preto torre · a7 preto peão · b7 preto peão · c7 preto peão · d7 preto peão · e7 preto peão · f7 preto peão · g7 preto peão · h7 preto peão · d4 branco peão · f4 branco bispo · c3 branco peão · d3 branco bispo · e3 branco peão · f3 branco cavalo · a2 branco peão · b2 branco peão · d2 branco cavalo · f2 branco peão · g2 branco peão · h2 branco peão · a1 branco torre · d1 branco rainha · e1 branco rei · h1 branco torre | a8 preto torre · b8 preto cavalo · c8 preto bispo · d8 preto rainha · e8 preto rei · f8 preto bispo · g8 preto cavalo · h8 preto torre · a7 preto peão · b7 preto peão · c7 preto peão · d7 preto peão · e7 preto peão · f7 preto peão · g7 preto peão · h7 preto peão · d4 branco peão · f4 branco bispo · c3 branco peão · d3 branco bispo · e3 branco peão · f3 branco cavalo · a2 branco peão · b2 branco peão · d2 branco cavalo · f2 branco peão · g2 branco peão · h2 branco peão · a1 branco torre · d1 branco rainha · e1 branco rei · h1 branco torre | a8 preto torre · b8 preto cavalo · c8 preto bispo · d8 preto rainha · e8 preto rei · f8 preto bispo · g8 preto cavalo · h8 preto torre · a7 preto peão · b7 preto peão · c7 preto peão · d7 preto peão · e7 preto peão · f7 preto peão · g7 preto peão · h7 preto peão · d4 branco peão · f4 branco bispo · c3 branco peão · d3 branco bispo · e3 branco peão · f3 branco cavalo · a2 branco peão · b2 branco peão · d2 branco cavalo · f2 branco peão · g2 branco peão · h2 branco peão · a1 branco torre · d1 branco rainha · e1 branco rei · h1 branco torre | a8 preto torre · b8 preto cavalo · c8 preto bispo · d8 preto rainha · e8 preto rei · f8 preto bispo · g8 preto cavalo · h8 preto torre · a7 preto peão · b7 preto peão · c7 preto peão · d7 preto peão · e7 preto peão · f7 preto peão · g7 preto peão · h7 preto peão · d4 branco peão · f4 branco bispo · c3 branco peão · d3 branco bispo · e3 branco peão · f3 branco cavalo · a2 branco peão · b2 branco peão · d2 branco cavalo · f2 branco peão · g2 branco peão · h2 branco peão · a1 branco torre · d1 branco rainha · e1 branco rei · h1 branco torre | a8 preto torre · b8 preto cavalo · c8 preto bispo · d8 preto rainha · e8 preto rei · f8 preto bispo · g8 preto cavalo · h8 preto torre · a7 preto peão · b7 preto peão · c7 preto peão · d7 preto peão · e7 preto peão · f7 preto peão · g7 preto peão · h7 preto peão · d4 branco peão · f4 branco bispo · c3 branco peão · d3 branco bispo · e3 branco peão · f3 branco cavalo · a2 branco peão · b2 branco peão · d2 branco cavalo · f2 branco peão · g2 branco peão · h2 branco peão · a1 branco torre · d1 branco rainha · e1 branco rei · h1 branco torre | a8 preto torre · b8 preto cavalo · c8 preto bispo · d8 preto rainha · e8 preto rei · f8 preto bispo · g8 preto cavalo · h8 preto torre · a7 preto peão · b7 preto peão · c7 preto peão · d7 preto peão · e7 preto peão · f7 preto peão · g7 preto peão · h7 preto peão · d4 branco peão · f4 branco bispo · c3 branco peão · d3 branco bispo · e3 branco peão · f3 branco cavalo · a2 branco peão · b2 branco peão · d2 branco cavalo · f2 branco peão · g2 branco peão · h2 branco peão · a1 branco torre · d1 branco rainha · e1 branco rei · h1 branco torre | 6 |
| 5 | a8 preto torre · b8 preto cavalo · c8 preto bispo · d8 preto rainha · e8 preto rei · f8 preto bispo · g8 preto cavalo · h8 preto torre · a7 preto peão · b7 preto peão · c7 preto peão · d7 preto peão · e7 preto peão · f7 preto peão · g7 preto peão · h7 preto peão · d4 branco peão · f4 branco bispo · c3 branco peão · d3 branco bispo · e3 branco peão · f3 branco cavalo · a2 branco peão · b2 branco peão · d2 branco cavalo · f2 branco peão · g2 branco peão · h2 branco peão · a1 branco torre · d1 branco rainha · e1 branco rei · h1 branco torre | a8 preto torre · b8 preto cavalo · c8 preto bispo · d8 preto rainha · e8 preto rei · f8 preto bispo · g8 preto cavalo · h8 preto torre · a7 preto peão · b7 preto peão · c7 preto peão · d7 preto peão · e7 preto peão · f7 preto peão · g7 preto peão · h7 preto peão · d4 branco peão · f4 branco bispo · c3 branco peão · d3 branco bispo · e3 branco peão · f3 branco cavalo · a2 branco peão · b2 branco peão · d2 branco cavalo · f2 branco peão · g2 branco peão · h2 branco peão · a1 branco torre · d1 branco rainha · e1 branco rei · h1 branco torre | a8 preto torre · b8 preto cavalo · c8 preto bispo · d8 preto rainha · e8 preto rei · f8 preto bispo · g8 preto cavalo · h8 preto torre · a7 preto peão · b7 preto peão · c7 preto peão · d7 preto peão · e7 preto peão · f7 preto peão · g7 preto peão · h7 preto peão · d4 branco peão · f4 branco bispo · c3 branco peão · d3 branco bispo · e3 branco peão · f3 branco cavalo · a2 branco peão · b2 branco peão · d2 branco cavalo · f2 branco peão · g2 branco peão · h2 branco peão · a1 branco torre · d1 branco rainha · e1 branco rei · h1 branco torre | a8 preto torre · b8 preto cavalo · c8 preto bispo · d8 preto rainha · e8 preto rei · f8 preto bispo · g8 preto cavalo · h8 preto torre · a7 preto peão · b7 preto peão · c7 preto peão · d7 preto peão · e7 preto peão · f7 preto peão · g7 preto peão · h7 preto peão · d4 branco peão · f4 branco bispo · c3 branco peão · d3 branco bispo · e3 branco peão · f3 branco cavalo · a2 branco peão · b2 branco peão · d2 branco cavalo · f2 branco peão · g2 branco peão · h2 branco peão · a1 branco torre · d1 branco rainha · e1 branco rei · h1 branco torre | a8 preto torre · b8 preto cavalo · c8 preto bispo · d8 preto rainha · e8 preto rei · f8 preto bispo · g8 preto cavalo · h8 preto torre · a7 preto peão · b7 preto peão · c7 preto peão · d7 preto peão · e7 preto peão · f7 preto peão · g7 preto peão · h7 preto peão · d4 branco peão · f4 branco bispo · c3 branco peão · d3 branco bispo · e3 branco peão · f3 branco cavalo · a2 branco peão · b2 branco peão · d2 branco cavalo · f2 branco peão · g2 branco peão · h2 branco peão · a1 branco torre · d1 branco rainha · e1 branco rei · h1 branco torre | a8 preto torre · b8 preto cavalo · c8 preto bispo · d8 preto rainha · e8 preto rei · f8 preto bispo · g8 preto cavalo · h8 preto torre · a7 preto peão · b7 preto peão · c7 preto peão · d7 preto peão · e7 preto peão · f7 preto peão · g7 preto peão · h7 preto peão · d4 branco peão · f4 branco bispo · c3 branco peão · d3 branco bispo · e3 branco peão · f3 branco cavalo · a2 branco peão · b2 branco peão · d2 branco cavalo · f2 branco peão · g2 branco peão · h2 branco peão · a1 branco torre · d1 branco rainha · e1 branco rei · h1 branco torre | a8 preto torre · b8 preto cavalo · c8 preto bispo · d8 preto rainha · e8 preto rei · f8 preto bispo · g8 preto cavalo · h8 preto torre · a7 preto peão · b7 preto peão · c7 preto peão · d7 preto peão · e7 preto peão · f7 preto peão · g7 preto peão · h7 preto peão · d4 branco peão · f4 branco bispo · c3 branco peão · d3 branco bispo · e3 branco peão · f3 branco cavalo · a2 branco peão · b2 branco peão · d2 branco cavalo · f2 branco peão · g2 branco peão · h2 branco peão · a1 branco torre · d1 branco rainha · e1 branco rei · h1 branco torre | a8 preto torre · b8 preto cavalo · c8 preto bispo · d8 preto rainha · e8 preto rei · f8 preto bispo · g8 preto cavalo · h8 preto torre · a7 preto peão · b7 preto peão · c7 preto peão · d7 preto peão · e7 preto peão · f7 preto peão · g7 preto peão · h7 preto peão · d4 branco peão · f4 branco bispo · c3 branco peão · d3 branco bispo · e3 branco peão · f3 branco cavalo · a2 branco peão · b2 branco peão · d2 branco cavalo · f2 branco peão · g2 branco peão · h2 branco peão · a1 branco torre · d1 branco rainha · e1 branco rei · h1 branco torre | 5 |
| 4 | a8 preto torre · b8 preto cavalo · c8 preto bispo · d8 preto rainha · e8 preto rei · f8 preto bispo · g8 preto cavalo · h8 preto torre · a7 preto peão · b7 preto peão · c7 preto peão · d7 preto peão · e7 preto peão · f7 preto peão · g7 preto peão · h7 preto peão · d4 branco peão · f4 branco bispo · c3 branco peão · d3 branco bispo · e3 branco peão · f3 branco cavalo · a2 branco peão · b2 branco peão · d2 branco cavalo · f2 branco peão · g2 branco peão · h2 branco peão · a1 branco torre · d1 branco rainha · e1 branco rei · h1 branco torre | a8 preto torre · b8 preto cavalo · c8 preto bispo · d8 preto rainha · e8 preto rei · f8 preto bispo · g8 preto cavalo · h8 preto torre · a7 preto peão · b7 preto peão · c7 preto peão · d7 preto peão · e7 preto peão · f7 preto peão · g7 preto peão · h7 preto peão · d4 branco peão · f4 branco bispo · c3 branco peão · d3 branco bispo · e3 branco peão · f3 branco cavalo · a2 branco peão · b2 branco peão · d2 branco cavalo · f2 branco peão · g2 branco peão · h2 branco peão · a1 branco torre · d1 branco rainha · e1 branco rei · h1 branco torre | a8 preto torre · b8 preto cavalo · c8 preto bispo · d8 preto rainha · e8 preto rei · f8 preto bispo · g8 preto cavalo · h8 preto torre · a7 preto peão · b7 preto peão · c7 preto peão · d7 preto peão · e7 preto peão · f7 preto peão · g7 preto peão · h7 preto peão · d4 branco peão · f4 branco bispo · c3 branco peão · d3 branco bispo · e3 branco peão · f3 branco cavalo · a2 branco peão · b2 branco peão · d2 branco cavalo · f2 branco peão · g2 branco peão · h2 branco peão · a1 branco torre · d1 branco rainha · e1 branco rei · h1 branco torre | a8 preto torre · b8 preto cavalo · c8 preto bispo · d8 preto rainha · e8 preto rei · f8 preto bispo · g8 preto cavalo · h8 preto torre · a7 preto peão · b7 preto peão · c7 preto peão · d7 preto peão · e7 preto peão · f7 preto peão · g7 preto peão · h7 preto peão · d4 branco peão · f4 branco bispo · c3 branco peão · d3 branco bispo · e3 branco peão · f3 branco cavalo · a2 branco peão · b2 branco peão · d2 branco cavalo · f2 branco peão · g2 branco peão · h2 branco peão · a1 branco torre · d1 branco rainha · e1 branco rei · h1 branco torre | a8 preto torre · b8 preto cavalo · c8 preto bispo · d8 preto rainha · e8 preto rei · f8 preto bispo · g8 preto cavalo · h8 preto torre · a7 preto peão · b7 preto peão · c7 preto peão · d7 preto peão · e7 preto peão · f7 preto peão · g7 preto peão · h7 preto peão · d4 branco peão · f4 branco bispo · c3 branco peão · d3 branco bispo · e3 branco peão · f3 branco cavalo · a2 branco peão · b2 branco peão · d2 branco cavalo · f2 branco peão · g2 branco peão · h2 branco peão · a1 branco torre · d1 branco rainha · e1 branco rei · h1 branco torre | a8 preto torre · b8 preto cavalo · c8 preto bispo · d8 preto rainha · e8 preto rei · f8 preto bispo · g8 preto cavalo · h8 preto torre · a7 preto peão · b7 preto peão · c7 preto peão · d7 preto peão · e7 preto peão · f7 preto peão · g7 preto peão · h7 preto peão · d4 branco peão · f4 branco bispo · c3 branco peão · d3 branco bispo · e3 branco peão · f3 branco cavalo · a2 branco peão · b2 branco peão · d2 branco cavalo · f2 branco peão · g2 branco peão · h2 branco peão · a1 branco torre · d1 branco rainha · e1 branco rei · h1 branco torre | a8 preto torre · b8 preto cavalo · c8 preto bispo · d8 preto rainha · e8 preto rei · f8 preto bispo · g8 preto cavalo · h8 preto torre · a7 preto peão · b7 preto peão · c7 preto peão · d7 preto peão · e7 preto peão · f7 preto peão · g7 preto peão · h7 preto peão · d4 branco peão · f4 branco bispo · c3 branco peão · d3 branco bispo · e3 branco peão · f3 branco cavalo · a2 branco peão · b2 branco peão · d2 branco cavalo · f2 branco peão · g2 branco peão · h2 branco peão · a1 branco torre · d1 branco rainha · e1 branco rei · h1 branco torre | a8 preto torre · b8 preto cavalo · c8 preto bispo · d8 preto rainha · e8 preto rei · f8 preto bispo · g8 preto cavalo · h8 preto torre · a7 preto peão · b7 preto peão · c7 preto peão · d7 preto peão · e7 preto peão · f7 preto peão · g7 preto peão · h7 preto peão · d4 branco peão · f4 branco bispo · c3 branco peão · d3 branco bispo · e3 branco peão · f3 branco cavalo · a2 branco peão · b2 branco peão · d2 branco cavalo · f2 branco peão · g2 branco peão · h2 branco peão · a1 branco torre · d1 branco rainha · e1 branco rei · h1 branco torre | 4 |
| 3 | a8 preto torre · b8 preto cavalo · c8 preto bispo · d8 preto rainha · e8 preto rei · f8 preto bispo · g8 preto cavalo · h8 preto torre · a7 preto peão · b7 preto peão · c7 preto peão · d7 preto peão · e7 preto peão · f7 preto peão · g7 preto peão · h7 preto peão · d4 branco peão · f4 branco bispo · c3 branco peão · d3 branco bispo · e3 branco peão · f3 branco cavalo · a2 branco peão · b2 branco peão · d2 branco cavalo · f2 branco peão · g2 branco peão · h2 branco peão · a1 branco torre · d1 branco rainha · e1 branco rei · h1 branco torre | a8 preto torre · b8 preto cavalo · c8 preto bispo · d8 preto rainha · e8 preto rei · f8 preto bispo · g8 preto cavalo · h8 preto torre · a7 preto peão · b7 preto peão · c7 preto peão · d7 preto peão · e7 preto peão · f7 preto peão · g7 preto peão · h7 preto peão · d4 branco peão · f4 branco bispo · c3 branco peão · d3 branco bispo · e3 branco peão · f3 branco cavalo · a2 branco peão · b2 branco peão · d2 branco cavalo · f2 branco peão · g2 branco peão · h2 branco peão · a1 branco torre · d1 branco rainha · e1 branco rei · h1 branco torre | a8 preto torre · b8 preto cavalo · c8 preto bispo · d8 preto rainha · e8 preto rei · f8 preto bispo · g8 preto cavalo · h8 preto torre · a7 preto peão · b7 preto peão · c7 preto peão · d7 preto peão · e7 preto peão · f7 preto peão · g7 preto peão · h7 preto peão · d4 branco peão · f4 branco bispo · c3 branco peão · d3 branco bispo · e3 branco peão · f3 branco cavalo · a2 branco peão · b2 branco peão · d2 branco cavalo · f2 branco peão · g2 branco peão · h2 branco peão · a1 branco torre · d1 branco rainha · e1 branco rei · h1 branco torre | a8 preto torre · b8 preto cavalo · c8 preto bispo · d8 preto rainha · e8 preto rei · f8 preto bispo · g8 preto cavalo · h8 preto torre · a7 preto peão · b7 preto peão · c7 preto peão · d7 preto peão · e7 preto peão · f7 preto peão · g7 preto peão · h7 preto peão · d4 branco peão · f4 branco bispo · c3 branco peão · d3 branco bispo · e3 branco peão · f3 branco cavalo · a2 branco peão · b2 branco peão · d2 branco cavalo · f2 branco peão · g2 branco peão · h2 branco peão · a1 branco torre · d1 branco rainha · e1 branco rei · h1 branco torre | a8 preto torre · b8 preto cavalo · c8 preto bispo · d8 preto rainha · e8 preto rei · f8 preto bispo · g8 preto cavalo · h8 preto torre · a7 preto peão · b7 preto peão · c7 preto peão · d7 preto peão · e7 preto peão · f7 preto peão · g7 preto peão · h7 preto peão · d4 branco peão · f4 branco bispo · c3 branco peão · d3 branco bispo · e3 branco peão · f3 branco cavalo · a2 branco peão · b2 branco peão · d2 branco cavalo · f2 branco peão · g2 branco peão · h2 branco peão · a1 branco torre · d1 branco rainha · e1 branco rei · h1 branco torre | a8 preto torre · b8 preto cavalo · c8 preto bispo · d8 preto rainha · e8 preto rei · f8 preto bispo · g8 preto cavalo · h8 preto torre · a7 preto peão · b7 preto peão · c7 preto peão · d7 preto peão · e7 preto peão · f7 preto peão · g7 preto peão · h7 preto peão · d4 branco peão · f4 branco bispo · c3 branco peão · d3 branco bispo · e3 branco peão · f3 branco cavalo · a2 branco peão · b2 branco peão · d2 branco cavalo · f2 branco peão · g2 branco peão · h2 branco peão · a1 branco torre · d1 branco rainha · e1 branco rei · h1 branco torre | a8 preto torre · b8 preto cavalo · c8 preto bispo · d8 preto rainha · e8 preto rei · f8 preto bispo · g8 preto cavalo · h8 preto torre · a7 preto peão · b7 preto peão · c7 preto peão · d7 preto peão · e7 preto peão · f7 preto peão · g7 preto peão · h7 preto peão · d4 branco peão · f4 branco bispo · c3 branco peão · d3 branco bispo · e3 branco peão · f3 branco cavalo · a2 branco peão · b2 branco peão · d2 branco cavalo · f2 branco peão · g2 branco peão · h2 branco peão · a1 branco torre · d1 branco rainha · e1 branco rei · h1 branco torre | a8 preto torre · b8 preto cavalo · c8 preto bispo · d8 preto rainha · e8 preto rei · f8 preto bispo · g8 preto cavalo · h8 preto torre · a7 preto peão · b7 preto peão · c7 preto peão · d7 preto peão · e7 preto peão · f7 preto peão · g7 preto peão · h7 preto peão · d4 branco peão · f4 branco bispo · c3 branco peão · d3 branco bispo · e3 branco peão · f3 branco cavalo · a2 branco peão · b2 branco peão · d2 branco cavalo · f2 branco peão · g2 branco peão · h2 branco peão · a1 branco torre · d1 branco rainha · e1 branco rei · h1 branco torre | 3 |
| 2 | a8 preto torre · b8 preto cavalo · c8 preto bispo · d8 preto rainha · e8 preto rei · f8 preto bispo · g8 preto cavalo · h8 preto torre · a7 preto peão · b7 preto peão · c7 preto peão · d7 preto peão · e7 preto peão · f7 preto peão · g7 preto peão · h7 preto peão · d4 branco peão · f4 branco bispo · c3 branco peão · d3 branco bispo · e3 branco peão · f3 branco cavalo · a2 branco peão · b2 branco peão · d2 branco cavalo · f2 branco peão · g2 branco peão · h2 branco peão · a1 branco torre · d1 branco rainha · e1 branco rei · h1 branco torre | a8 preto torre · b8 preto cavalo · c8 preto bispo · d8 preto rainha · e8 preto rei · f8 preto bispo · g8 preto cavalo · h8 preto torre · a7 preto peão · b7 preto peão · c7 preto peão · d7 preto peão · e7 preto peão · f7 preto peão · g7 preto peão · h7 preto peão · d4 branco peão · f4 branco bispo · c3 branco peão · d3 branco bispo · e3 branco peão · f3 branco cavalo · a2 branco peão · b2 branco peão · d2 branco cavalo · f2 branco peão · g2 branco peão · h2 branco peão · a1 branco torre · d1 branco rainha · e1 branco rei · h1 branco torre | a8 preto torre · b8 preto cavalo · c8 preto bispo · d8 preto rainha · e8 preto rei · f8 preto bispo · g8 preto cavalo · h8 preto torre · a7 preto peão · b7 preto peão · c7 preto peão · d7 preto peão · e7 preto peão · f7 preto peão · g7 preto peão · h7 preto peão · d4 branco peão · f4 branco bispo · c3 branco peão · d3 branco bispo · e3 branco peão · f3 branco cavalo · a2 branco peão · b2 branco peão · d2 branco cavalo · f2 branco peão · g2 branco peão · h2 branco peão · a1 branco torre · d1 branco rainha · e1 branco rei · h1 branco torre | a8 preto torre · b8 preto cavalo · c8 preto bispo · d8 preto rainha · e8 preto rei · f8 preto bispo · g8 preto cavalo · h8 preto torre · a7 preto peão · b7 preto peão · c7 preto peão · d7 preto peão · e7 preto peão · f7 preto peão · g7 preto peão · h7 preto peão · d4 branco peão · f4 branco bispo · c3 branco peão · d3 branco bispo · e3 branco peão · f3 branco cavalo · a2 branco peão · b2 branco peão · d2 branco cavalo · f2 branco peão · g2 branco peão · h2 branco peão · a1 branco torre · d1 branco rainha · e1 branco rei · h1 branco torre | a8 preto torre · b8 preto cavalo · c8 preto bispo · d8 preto rainha · e8 preto rei · f8 preto bispo · g8 preto cavalo · h8 preto torre · a7 preto peão · b7 preto peão · c7 preto peão · d7 preto peão · e7 preto peão · f7 preto peão · g7 preto peão · h7 preto peão · d4 branco peão · f4 branco bispo · c3 branco peão · d3 branco bispo · e3 branco peão · f3 branco cavalo · a2 branco peão · b2 branco peão · d2 branco cavalo · f2 branco peão · g2 branco peão · h2 branco peão · a1 branco torre · d1 branco rainha · e1 branco rei · h1 branco torre | a8 preto torre · b8 preto cavalo · c8 preto bispo · d8 preto rainha · e8 preto rei · f8 preto bispo · g8 preto cavalo · h8 preto torre · a7 preto peão · b7 preto peão · c7 preto peão · d7 preto peão · e7 preto peão · f7 preto peão · g7 preto peão · h7 preto peão · d4 branco peão · f4 branco bispo · c3 branco peão · d3 branco bispo · e3 branco peão · f3 branco cavalo · a2 branco peão · b2 branco peão · d2 branco cavalo · f2 branco peão · g2 branco peão · h2 branco peão · a1 branco torre · d1 branco rainha · e1 branco rei · h1 branco torre | a8 preto torre · b8 preto cavalo · c8 preto bispo · d8 preto rainha · e8 preto rei · f8 preto bispo · g8 preto cavalo · h8 preto torre · a7 preto peão · b7 preto peão · c7 preto peão · d7 preto peão · e7 preto peão · f7 preto peão · g7 preto peão · h7 preto peão · d4 branco peão · f4 branco bispo · c3 branco peão · d3 branco bispo · e3 branco peão · f3 branco cavalo · a2 branco peão · b2 branco peão · d2 branco cavalo · f2 branco peão · g2 branco peão · h2 branco peão · a1 branco torre · d1 branco rainha · e1 branco rei · h1 branco torre | a8 preto torre · b8 preto cavalo · c8 preto bispo · d8 preto rainha · e8 preto rei · f8 preto bispo · g8 preto cavalo · h8 preto torre · a7 preto peão · b7 preto peão · c7 preto peão · d7 preto peão · e7 preto peão · f7 preto peão · g7 preto peão · h7 preto peão · d4 branco peão · f4 branco bispo · c3 branco peão · d3 branco bispo · e3 branco peão · f3 branco cavalo · a2 branco peão · b2 branco peão · d2 branco cavalo · f2 branco peão · g2 branco peão · h2 branco peão · a1 branco torre · d1 branco rainha · e1 branco rei · h1 branco torre | 2 |
| 1 | a8 preto torre · b8 preto cavalo · c8 preto bispo · d8 preto rainha · e8 preto rei · f8 preto bispo · g8 preto cavalo · h8 preto torre · a7 preto peão · b7 preto peão · c7 preto peão · d7 preto peão · e7 preto peão · f7 preto peão · g7 preto peão · h7 preto peão · d4 branco peão · f4 branco bispo · c3 branco peão · d3 branco bispo · e3 branco peão · f3 branco cavalo · a2 branco peão · b2 branco peão · d2 branco cavalo · f2 branco peão · g2 branco peão · h2 branco peão · a1 branco torre · d1 branco rainha · e1 branco rei · h1 branco torre | a8 preto torre · b8 preto cavalo · c8 preto bispo · d8 preto rainha · e8 preto rei · f8 preto bispo · g8 preto cavalo · h8 preto torre · a7 preto peão · b7 preto peão · c7 preto peão · d7 preto peão · e7 preto peão · f7 preto peão · g7 preto peão · h7 preto peão · d4 branco peão · f4 branco bispo · c3 branco peão · d3 branco bispo · e3 branco peão · f3 branco cavalo · a2 branco peão · b2 branco peão · d2 branco cavalo · f2 branco peão · g2 branco peão · h2 branco peão · a1 branco torre · d1 branco rainha · e1 branco rei · h1 branco torre | a8 preto torre · b8 preto cavalo · c8 preto bispo · d8 preto rainha · e8 preto rei · f8 preto bispo · g8 preto cavalo · h8 preto torre · a7 preto peão · b7 preto peão · c7 preto peão · d7 preto peão · e7 preto peão · f7 preto peão · g7 preto peão · h7 preto peão · d4 branco peão · f4 branco bispo · c3 branco peão · d3 branco bispo · e3 branco peão · f3 branco cavalo · a2 branco peão · b2 branco peão · d2 branco cavalo · f2 branco peão · g2 branco peão · h2 branco peão · a1 branco torre · d1 branco rainha · e1 branco rei · h1 branco torre | a8 preto torre · b8 preto cavalo · c8 preto bispo · d8 preto rainha · e8 preto rei · f8 preto bispo · g8 preto cavalo · h8 preto torre · a7 preto peão · b7 preto peão · c7 preto peão · d7 preto peão · e7 preto peão · f7 preto peão · g7 preto peão · h7 preto peão · d4 branco peão · f4 branco bispo · c3 branco peão · d3 branco bispo · e3 branco peão · f3 branco cavalo · a2 branco peão · b2 branco peão · d2 branco cavalo · f2 branco peão · g2 branco peão · h2 branco peão · a1 branco torre · d1 branco rainha · e1 branco rei · h1 branco torre | a8 preto torre · b8 preto cavalo · c8 preto bispo · d8 preto rainha · e8 preto rei · f8 preto bispo · g8 preto cavalo · h8 preto torre · a7 preto peão · b7 preto peão · c7 preto peão · d7 preto peão · e7 preto peão · f7 preto peão · g7 preto peão · h7 preto peão · d4 branco peão · f4 branco bispo · c3 branco peão · d3 branco bispo · e3 branco peão · f3 branco cavalo · a2 branco peão · b2 branco peão · d2 branco cavalo · f2 branco peão · g2 branco peão · h2 branco peão · a1 branco torre · d1 branco rainha · e1 branco rei · h1 branco torre | a8 preto torre · b8 preto cavalo · c8 preto bispo · d8 preto rainha · e8 preto rei · f8 preto bispo · g8 preto cavalo · h8 preto torre · a7 preto peão · b7 preto peão · c7 preto peão · d7 preto peão · e7 preto peão · f7 preto peão · g7 preto peão · h7 preto peão · d4 branco peão · f4 branco bispo · c3 branco peão · d3 branco bispo · e3 branco peão · f3 branco cavalo · a2 branco peão · b2 branco peão · d2 branco cavalo · f2 branco peão · g2 branco peão · h2 branco peão · a1 branco torre · d1 branco rainha · e1 branco rei · h1 branco torre | a8 preto torre · b8 preto cavalo · c8 preto bispo · d8 preto rainha · e8 preto rei · f8 preto bispo · g8 preto cavalo · h8 preto torre · a7 preto peão · b7 preto peão · c7 preto peão · d7 preto peão · e7 preto peão · f7 preto peão · g7 preto peão · h7 preto peão · d4 branco peão · f4 branco bispo · c3 branco peão · d3 branco bispo · e3 branco peão · f3 branco cavalo · a2 branco peão · b2 branco peão · d2 branco cavalo · f2 branco peão · g2 branco peão · h2 branco peão · a1 branco torre · d1 branco rainha · e1 branco rei · h1 branco torre | a8 preto torre · b8 preto cavalo · c8 preto bispo · d8 preto rainha · e8 preto rei · f8 preto bispo · g8 preto cavalo · h8 preto torre · a7 preto peão · b7 preto peão · c7 preto peão · d7 preto peão · e7 preto peão · f7 preto peão · g7 preto peão · h7 preto peão · d4 branco peão · f4 branco bispo · c3 branco peão · d3 branco bispo · e3 branco peão · f3 branco cavalo · a2 branco peão · b2 branco peão · d2 branco cavalo · f2 branco peão · g2 branco peão · h2 branco peão · a1 branco torre · d1 branco rainha · e1 branco rei · h1 branco torre | 1 |
|   | a | b | c | d | e | f | g | h |   |

## Variações

### Linha clássica
|   | a | b | c | d | e | f | g | h |   |
| 8 | a8 preto torre · b8 preto cavalo · c8 preto bispo · d8 preto rainha · e8 preto rei · f8 preto bispo · h8 preto torre · a7 preto peão · b7 preto peão · c7 preto peão · e7 preto peão · f7 preto peão · g7 preto peão · h7 preto peão · f6 preto cavalo · d5 preto peão · d4 branco peão · f4 branco bispo · f3 branco cavalo · a2 branco peão · b2 branco peão · c2 branco peão · e2 branco peão · f2 branco peão · g2 branco peão · h2 branco peão · a1 branco torre · b1 branco cavalo · d1 branco rainha · e1 branco rei · f1 branco bispo · h1 branco torre | a8 preto torre · b8 preto cavalo · c8 preto bispo · d8 preto rainha · e8 preto rei · f8 preto bispo · h8 preto torre · a7 preto peão · b7 preto peão · c7 preto peão · e7 preto peão · f7 preto peão · g7 preto peão · h7 preto peão · f6 preto cavalo · d5 preto peão · d4 branco peão · f4 branco bispo · f3 branco cavalo · a2 branco peão · b2 branco peão · c2 branco peão · e2 branco peão · f2 branco peão · g2 branco peão · h2 branco peão · a1 branco torre · b1 branco cavalo · d1 branco rainha · e1 branco rei · f1 branco bispo · h1 branco torre | a8 preto torre · b8 preto cavalo · c8 preto bispo · d8 preto rainha · e8 preto rei · f8 preto bispo · h8 preto torre · a7 preto peão · b7 preto peão · c7 preto peão · e7 preto peão · f7 preto peão · g7 preto peão · h7 preto peão · f6 preto cavalo · d5 preto peão · d4 branco peão · f4 branco bispo · f3 branco cavalo · a2 branco peão · b2 branco peão · c2 branco peão · e2 branco peão · f2 branco peão · g2 branco peão · h2 branco peão · a1 branco torre · b1 branco cavalo · d1 branco rainha · e1 branco rei · f1 branco bispo · h1 branco torre | a8 preto torre · b8 preto cavalo · c8 preto bispo · d8 preto rainha · e8 preto rei · f8 preto bispo · h8 preto torre · a7 preto peão · b7 preto peão · c7 preto peão · e7 preto peão · f7 preto peão · g7 preto peão · h7 preto peão · f6 preto cavalo · d5 preto peão · d4 branco peão · f4 branco bispo · f3 branco cavalo · a2 branco peão · b2 branco peão · c2 branco peão · e2 branco peão · f2 branco peão · g2 branco peão · h2 branco peão · a1 branco torre · b1 branco cavalo · d1 branco rainha · e1 branco rei · f1 branco bispo · h1 branco torre | a8 preto torre · b8 preto cavalo · c8 preto bispo · d8 preto rainha · e8 preto rei · f8 preto bispo · h8 preto torre · a7 preto peão · b7 preto peão · c7 preto peão · e7 preto peão · f7 preto peão · g7 preto peão · h7 preto peão · f6 preto cavalo · d5 preto peão · d4 branco peão · f4 branco bispo · f3 branco cavalo · a2 branco peão · b2 branco peão · c2 branco peão · e2 branco peão · f2 branco peão · g2 branco peão · h2 branco peão · a1 branco torre · b1 branco cavalo · d1 branco rainha · e1 branco rei · f1 branco bispo · h1 branco torre | a8 preto torre · b8 preto cavalo · c8 preto bispo · d8 preto rainha · e8 preto rei · f8 preto bispo · h8 preto torre · a7 preto peão · b7 preto peão · c7 preto peão · e7 preto peão · f7 preto peão · g7 preto peão · h7 preto peão · f6 preto cavalo · d5 preto peão · d4 branco peão · f4 branco bispo · f3 branco cavalo · a2 branco peão · b2 branco peão · c2 branco peão · e2 branco peão · f2 branco peão · g2 branco peão · h2 branco peão · a1 branco torre · b1 branco cavalo · d1 branco rainha · e1 branco rei · f1 branco bispo · h1 branco torre | a8 preto torre · b8 preto cavalo · c8 preto bispo · d8 preto rainha · e8 preto rei · f8 preto bispo · h8 preto torre · a7 preto peão · b7 preto peão · c7 preto peão · e7 preto peão · f7 preto peão · g7 preto peão · h7 preto peão · f6 preto cavalo · d5 preto peão · d4 branco peão · f4 branco bispo · f3 branco cavalo · a2 branco peão · b2 branco peão · c2 branco peão · e2 branco peão · f2 branco peão · g2 branco peão · h2 branco peão · a1 branco torre · b1 branco cavalo · d1 branco rainha · e1 branco rei · f1 branco bispo · h1 branco torre | a8 preto torre · b8 preto cavalo · c8 preto bispo · d8 preto rainha · e8 preto rei · f8 preto bispo · h8 preto torre · a7 preto peão · b7 preto peão · c7 preto peão · e7 preto peão · f7 preto peão · g7 preto peão · h7 preto peão · f6 preto cavalo · d5 preto peão · d4 branco peão · f4 branco bispo · f3 branco cavalo · a2 branco peão · b2 branco peão · c2 branco peão · e2 branco peão · f2 branco peão · g2 branco peão · h2 branco peão · a1 branco torre · b1 branco cavalo · d1 branco rainha · e1 branco rei · f1 branco bispo · h1 branco torre | 8 |
| 7 | a8 preto torre · b8 preto cavalo · c8 preto bispo · d8 preto rainha · e8 preto rei · f8 preto bispo · h8 preto torre · a7 preto peão · b7 preto peão · c7 preto peão · e7 preto peão · f7 preto peão · g7 preto peão · h7 preto peão · f6 preto cavalo · d5 preto peão · d4 branco peão · f4 branco bispo · f3 branco cavalo · a2 branco peão · b2 branco peão · c2 branco peão · e2 branco peão · f2 branco peão · g2 branco peão · h2 branco peão · a1 branco torre · b1 branco cavalo · d1 branco rainha · e1 branco rei · f1 branco bispo · h1 branco torre | a8 preto torre · b8 preto cavalo · c8 preto bispo · d8 preto rainha · e8 preto rei · f8 preto bispo · h8 preto torre · a7 preto peão · b7 preto peão · c7 preto peão · e7 preto peão · f7 preto peão · g7 preto peão · h7 preto peão · f6 preto cavalo · d5 preto peão · d4 branco peão · f4 branco bispo · f3 branco cavalo · a2 branco peão · b2 branco peão · c2 branco peão · e2 branco peão · f2 branco peão · g2 branco peão · h2 branco peão · a1 branco torre · b1 branco cavalo · d1 branco rainha · e1 branco rei · f1 branco bispo · h1 branco torre | a8 preto torre · b8 preto cavalo · c8 preto bispo · d8 preto rainha · e8 preto rei · f8 preto bispo · h8 preto torre · a7 preto peão · b7 preto peão · c7 preto peão · e7 preto peão · f7 preto peão · g7 preto peão · h7 preto peão · f6 preto cavalo · d5 preto peão · d4 branco peão · f4 branco bispo · f3 branco cavalo · a2 branco peão · b2 branco peão · c2 branco peão · e2 branco peão · f2 branco peão · g2 branco peão · h2 branco peão · a1 branco torre · b1 branco cavalo · d1 branco rainha · e1 branco rei · f1 branco bispo · h1 branco torre | a8 preto torre · b8 preto cavalo · c8 preto bispo · d8 preto rainha · e8 preto rei · f8 preto bispo · h8 preto torre · a7 preto peão · b7 preto peão · c7 preto peão · e7 preto peão · f7 preto peão · g7 preto peão · h7 preto peão · f6 preto cavalo · d5 preto peão · d4 branco peão · f4 branco bispo · f3 branco cavalo · a2 branco peão · b2 branco peão · c2 branco peão · e2 branco peão · f2 branco peão · g2 branco peão · h2 branco peão · a1 branco torre · b1 branco cavalo · d1 branco rainha · e1 branco rei · f1 branco bispo · h1 branco torre | a8 preto torre · b8 preto cavalo · c8 preto bispo · d8 preto rainha · e8 preto rei · f8 preto bispo · h8 preto torre · a7 preto peão · b7 preto peão · c7 preto peão · e7 preto peão · f7 preto peão · g7 preto peão · h7 preto peão · f6 preto cavalo · d5 preto peão · d4 branco peão · f4 branco bispo · f3 branco cavalo · a2 branco peão · b2 branco peão · c2 branco peão · e2 branco peão · f2 branco peão · g2 branco peão · h2 branco peão · a1 branco torre · b1 branco cavalo · d1 branco rainha · e1 branco rei · f1 branco bispo · h1 branco torre | a8 preto torre · b8 preto cavalo · c8 preto bispo · d8 preto rainha · e8 preto rei · f8 preto bispo · h8 preto torre · a7 preto peão · b7 preto peão · c7 preto peão · e7 preto peão · f7 preto peão · g7 preto peão · h7 preto peão · f6 preto cavalo · d5 preto peão · d4 branco peão · f4 branco bispo · f3 branco cavalo · a2 branco peão · b2 branco peão · c2 branco peão · e2 branco peão · f2 branco peão · g2 branco peão · h2 branco peão · a1 branco torre · b1 branco cavalo · d1 branco rainha · e1 branco rei · f1 branco bispo · h1 branco torre | a8 preto torre · b8 preto cavalo · c8 preto bispo · d8 preto rainha · e8 preto rei · f8 preto bispo · h8 preto torre · a7 preto peão · b7 preto peão · c7 preto peão · e7 preto peão · f7 preto peão · g7 preto peão · h7 preto peão · f6 preto cavalo · d5 preto peão · d4 branco peão · f4 branco bispo · f3 branco cavalo · a2 branco peão · b2 branco peão · c2 branco peão · e2 branco peão · f2 branco peão · g2 branco peão · h2 branco peão · a1 branco torre · b1 branco cavalo · d1 branco rainha · e1 branco rei · f1 branco bispo · h1 branco torre | a8 preto torre · b8 preto cavalo · c8 preto bispo · d8 preto rainha · e8 preto rei · f8 preto bispo · h8 preto torre · a7 preto peão · b7 preto peão · c7 preto peão · e7 preto peão · f7 preto peão · g7 preto peão · h7 preto peão · f6 preto cavalo · d5 preto peão · d4 branco peão · f4 branco bispo · f3 branco cavalo · a2 branco peão · b2 branco peão · c2 branco peão · e2 branco peão · f2 branco peão · g2 branco peão · h2 branco peão · a1 branco torre · b1 branco cavalo · d1 branco rainha · e1 branco rei · f1 branco bispo · h1 branco torre | 7 |
| 6 | a8 preto torre · b8 preto cavalo · c8 preto bispo · d8 preto rainha · e8 preto rei · f8 preto bispo · h8 preto torre · a7 preto peão · b7 preto peão · c7 preto peão · e7 preto peão · f7 preto peão · g7 preto peão · h7 preto peão · f6 preto cavalo · d5 preto peão · d4 branco peão · f4 branco bispo · f3 branco cavalo · a2 branco peão · b2 branco peão · c2 branco peão · e2 branco peão · f2 branco peão · g2 branco peão · h2 branco peão · a1 branco torre · b1 branco cavalo · d1 branco rainha · e1 branco rei · f1 branco bispo · h1 branco torre | a8 preto torre · b8 preto cavalo · c8 preto bispo · d8 preto rainha · e8 preto rei · f8 preto bispo · h8 preto torre · a7 preto peão · b7 preto peão · c7 preto peão · e7 preto peão · f7 preto peão · g7 preto peão · h7 preto peão · f6 preto cavalo · d5 preto peão · d4 branco peão · f4 branco bispo · f3 branco cavalo · a2 branco peão · b2 branco peão · c2 branco peão · e2 branco peão · f2 branco peão · g2 branco peão · h2 branco peão · a1 branco torre · b1 branco cavalo · d1 branco rainha · e1 branco rei · f1 branco bispo · h1 branco torre | a8 preto torre · b8 preto cavalo · c8 preto bispo · d8 preto rainha · e8 preto rei · f8 preto bispo · h8 preto torre · a7 preto peão · b7 preto peão · c7 preto peão · e7 preto peão · f7 preto peão · g7 preto peão · h7 preto peão · f6 preto cavalo · d5 preto peão · d4 branco peão · f4 branco bispo · f3 branco cavalo · a2 branco peão · b2 branco peão · c2 branco peão · e2 branco peão · f2 branco peão · g2 branco peão · h2 branco peão · a1 branco torre · b1 branco cavalo · d1 branco rainha · e1 branco rei · f1 branco bispo · h1 branco torre | a8 preto torre · b8 preto cavalo · c8 preto bispo · d8 preto rainha · e8 preto rei · f8 preto bispo · h8 preto torre · a7 preto peão · b7 preto peão · c7 preto peão · e7 preto peão · f7 preto peão · g7 preto peão · h7 preto peão · f6 preto cavalo · d5 preto peão · d4 branco peão · f4 branco bispo · f3 branco cavalo · a2 branco peão · b2 branco peão · c2 branco peão · e2 branco peão · f2 branco peão · g2 branco peão · h2 branco peão · a1 branco torre · b1 branco cavalo · d1 branco rainha · e1 branco rei · f1 branco bispo · h1 branco torre | a8 preto torre · b8 preto cavalo · c8 preto bispo · d8 preto rainha · e8 preto rei · f8 preto bispo · h8 preto torre · a7 preto peão · b7 preto peão · c7 preto peão · e7 preto peão · f7 preto peão · g7 preto peão · h7 preto peão · f6 preto cavalo · d5 preto peão · d4 branco peão · f4 branco bispo · f3 branco cavalo · a2 branco peão · b2 branco peão · c2 branco peão · e2 branco peão · f2 branco peão · g2 branco peão · h2 branco peão · a1 branco torre · b1 branco cavalo · d1 branco rainha · e1 branco rei · f1 branco bispo · h1 branco torre | a8 preto torre · b8 preto cavalo · c8 preto bispo · d8 preto rainha · e8 preto rei · f8 preto bispo · h8 preto torre · a7 preto peão · b7 preto peão · c7 preto peão · e7 preto peão · f7 preto peão · g7 preto peão · h7 preto peão · f6 preto cavalo · d5 preto peão · d4 branco peão · f4 branco bispo · f3 branco cavalo · a2 branco peão · b2 branco peão · c2 branco peão · e2 branco peão · f2 branco peão · g2 branco peão · h2 branco peão · a1 branco torre · b1 branco cavalo · d1 branco rainha · e1 branco rei · f1 branco bispo · h1 branco torre | a8 preto torre · b8 preto cavalo · c8 preto bispo · d8 preto rainha · e8 preto rei · f8 preto bispo · h8 preto torre · a7 preto peão · b7 preto peão · c7 preto peão · e7 preto peão · f7 preto peão · g7 preto peão · h7 preto peão · f6 preto cavalo · d5 preto peão · d4 branco peão · f4 branco bispo · f3 branco cavalo · a2 branco peão · b2 branco peão · c2 branco peão · e2 branco peão · f2 branco peão · g2 branco peão · h2 branco peão · a1 branco torre · b1 branco cavalo · d1 branco rainha · e1 branco rei · f1 branco bispo · h1 branco torre | a8 preto torre · b8 preto cavalo · c8 preto bispo · d8 preto rainha · e8 preto rei · f8 preto bispo · h8 preto torre · a7 preto peão · b7 preto peão · c7 preto peão · e7 preto peão · f7 preto peão · g7 preto peão · h7 preto peão · f6 preto cavalo · d5 preto peão · d4 branco peão · f4 branco bispo · f3 branco cavalo · a2 branco peão · b2 branco peão · c2 branco peão · e2 branco peão · f2 branco peão · g2 branco peão · h2 branco peão · a1 branco torre · b1 branco cavalo · d1 branco rainha · e1 branco rei · f1 branco bispo · h1 branco torre | 6 |
| 5 | a8 preto torre · b8 preto cavalo · c8 preto bispo · d8 preto rainha · e8 preto rei · f8 preto bispo · h8 preto torre · a7 preto peão · b7 preto peão · c7 preto peão · e7 preto peão · f7 preto peão · g7 preto peão · h7 preto peão · f6 preto cavalo · d5 preto peão · d4 branco peão · f4 branco bispo · f3 branco cavalo · a2 branco peão · b2 branco peão · c2 branco peão · e2 branco peão · f2 branco peão · g2 branco peão · h2 branco peão · a1 branco torre · b1 branco cavalo · d1 branco rainha · e1 branco rei · f1 branco bispo · h1 branco torre | a8 preto torre · b8 preto cavalo · c8 preto bispo · d8 preto rainha · e8 preto rei · f8 preto bispo · h8 preto torre · a7 preto peão · b7 preto peão · c7 preto peão · e7 preto peão · f7 preto peão · g7 preto peão · h7 preto peão · f6 preto cavalo · d5 preto peão · d4 branco peão · f4 branco bispo · f3 branco cavalo · a2 branco peão · b2 branco peão · c2 branco peão · e2 branco peão · f2 branco peão · g2 branco peão · h2 branco peão · a1 branco torre · b1 branco cavalo · d1 branco rainha · e1 branco rei · f1 branco bispo · h1 branco torre | a8 preto torre · b8 preto cavalo · c8 preto bispo · d8 preto rainha · e8 preto rei · f8 preto bispo · h8 preto torre · a7 preto peão · b7 preto peão · c7 preto peão · e7 preto peão · f7 preto peão · g7 preto peão · h7 preto peão · f6 preto cavalo · d5 preto peão · d4 branco peão · f4 branco bispo · f3 branco cavalo · a2 branco peão · b2 branco peão · c2 branco peão · e2 branco peão · f2 branco peão · g2 branco peão · h2 branco peão · a1 branco torre · b1 branco cavalo · d1 branco rainha · e1 branco rei · f1 branco bispo · h1 branco torre | a8 preto torre · b8 preto cavalo · c8 preto bispo · d8 preto rainha · e8 preto rei · f8 preto bispo · h8 preto torre · a7 preto peão · b7 preto peão · c7 preto peão · e7 preto peão · f7 preto peão · g7 preto peão · h7 preto peão · f6 preto cavalo · d5 preto peão · d4 branco peão · f4 branco bispo · f3 branco cavalo · a2 branco peão · b2 branco peão · c2 branco peão · e2 branco peão · f2 branco peão · g2 branco peão · h2 branco peão · a1 branco torre · b1 branco cavalo · d1 branco rainha · e1 branco rei · f1 branco bispo · h1 branco torre | a8 preto torre · b8 preto cavalo · c8 preto bispo · d8 preto rainha · e8 preto rei · f8 preto bispo · h8 preto torre · a7 preto peão · b7 preto peão · c7 preto peão · e7 preto peão · f7 preto peão · g7 preto peão · h7 preto peão · f6 preto cavalo · d5 preto peão · d4 branco peão · f4 branco bispo · f3 branco cavalo · a2 branco peão · b2 branco peão · c2 branco peão · e2 branco peão · f2 branco peão · g2 branco peão · h2 branco peão · a1 branco torre · b1 branco cavalo · d1 branco rainha · e1 branco rei · f1 branco bispo · h1 branco torre | a8 preto torre · b8 preto cavalo · c8 preto bispo · d8 preto rainha · e8 preto rei · f8 preto bispo · h8 preto torre · a7 preto peão · b7 preto peão · c7 preto peão · e7 preto peão · f7 preto peão · g7 preto peão · h7 preto peão · f6 preto cavalo · d5 preto peão · d4 branco peão · f4 branco bispo · f3 branco cavalo · a2 branco peão · b2 branco peão · c2 branco peão · e2 branco peão · f2 branco peão · g2 branco peão · h2 branco peão · a1 branco torre · b1 branco cavalo · d1 branco rainha · e1 branco rei · f1 branco bispo · h1 branco torre | a8 preto torre · b8 preto cavalo · c8 preto bispo · d8 preto rainha · e8 preto rei · f8 preto bispo · h8 preto torre · a7 preto peão · b7 preto peão · c7 preto peão · e7 preto peão · f7 preto peão · g7 preto peão · h7 preto peão · f6 preto cavalo · d5 preto peão · d4 branco peão · f4 branco bispo · f3 branco cavalo · a2 branco peão · b2 branco peão · c2 branco peão · e2 branco peão · f2 branco peão · g2 branco peão · h2 branco peão · a1 branco torre · b1 branco cavalo · d1 branco rainha · e1 branco rei · f1 branco bispo · h1 branco torre | a8 preto torre · b8 preto cavalo · c8 preto bispo · d8 preto rainha · e8 preto rei · f8 preto bispo · h8 preto torre · a7 preto peão · b7 preto peão · c7 preto peão · e7 preto peão · f7 preto peão · g7 preto peão · h7 preto peão · f6 preto cavalo · d5 preto peão · d4 branco peão · f4 branco bispo · f3 branco cavalo · a2 branco peão · b2 branco peão · c2 branco peão · e2 branco peão · f2 branco peão · g2 branco peão · h2 branco peão · a1 branco torre · b1 branco cavalo · d1 branco rainha · e1 branco rei · f1 branco bispo · h1 branco torre | 5 |
| 4 | a8 preto torre · b8 preto cavalo · c8 preto bispo · d8 preto rainha · e8 preto rei · f8 preto bispo · h8 preto torre · a7 preto peão · b7 preto peão · c7 preto peão · e7 preto peão · f7 preto peão · g7 preto peão · h7 preto peão · f6 preto cavalo · d5 preto peão · d4 branco peão · f4 branco bispo · f3 branco cavalo · a2 branco peão · b2 branco peão · c2 branco peão · e2 branco peão · f2 branco peão · g2 branco peão · h2 branco peão · a1 branco torre · b1 branco cavalo · d1 branco rainha · e1 branco rei · f1 branco bispo · h1 branco torre | a8 preto torre · b8 preto cavalo · c8 preto bispo · d8 preto rainha · e8 preto rei · f8 preto bispo · h8 preto torre · a7 preto peão · b7 preto peão · c7 preto peão · e7 preto peão · f7 preto peão · g7 preto peão · h7 preto peão · f6 preto cavalo · d5 preto peão · d4 branco peão · f4 branco bispo · f3 branco cavalo · a2 branco peão · b2 branco peão · c2 branco peão · e2 branco peão · f2 branco peão · g2 branco peão · h2 branco peão · a1 branco torre · b1 branco cavalo · d1 branco rainha · e1 branco rei · f1 branco bispo · h1 branco torre | a8 preto torre · b8 preto cavalo · c8 preto bispo · d8 preto rainha · e8 preto rei · f8 preto bispo · h8 preto torre · a7 preto peão · b7 preto peão · c7 preto peão · e7 preto peão · f7 preto peão · g7 preto peão · h7 preto peão · f6 preto cavalo · d5 preto peão · d4 branco peão · f4 branco bispo · f3 branco cavalo · a2 branco peão · b2 branco peão · c2 branco peão · e2 branco peão · f2 branco peão · g2 branco peão · h2 branco peão · a1 branco torre · b1 branco cavalo · d1 branco rainha · e1 branco rei · f1 branco bispo · h1 branco torre | a8 preto torre · b8 preto cavalo · c8 preto bispo · d8 preto rainha · e8 preto rei · f8 preto bispo · h8 preto torre · a7 preto peão · b7 preto peão · c7 preto peão · e7 preto peão · f7 preto peão · g7 preto peão · h7 preto peão · f6 preto cavalo · d5 preto peão · d4 branco peão · f4 branco bispo · f3 branco cavalo · a2 branco peão · b2 branco peão · c2 branco peão · e2 branco peão · f2 branco peão · g2 branco peão · h2 branco peão · a1 branco torre · b1 branco cavalo · d1 branco rainha · e1 branco rei · f1 branco bispo · h1 branco torre | a8 preto torre · b8 preto cavalo · c8 preto bispo · d8 preto rainha · e8 preto rei · f8 preto bispo · h8 preto torre · a7 preto peão · b7 preto peão · c7 preto peão · e7 preto peão · f7 preto peão · g7 preto peão · h7 preto peão · f6 preto cavalo · d5 preto peão · d4 branco peão · f4 branco bispo · f3 branco cavalo · a2 branco peão · b2 branco peão · c2 branco peão · e2 branco peão · f2 branco peão · g2 branco peão · h2 branco peão · a1 branco torre · b1 branco cavalo · d1 branco rainha · e1 branco rei · f1 branco bispo · h1 branco torre | a8 preto torre · b8 preto cavalo · c8 preto bispo · d8 preto rainha · e8 preto rei · f8 preto bispo · h8 preto torre · a7 preto peão · b7 preto peão · c7 preto peão · e7 preto peão · f7 preto peão · g7 preto peão · h7 preto peão · f6 preto cavalo · d5 preto peão · d4 branco peão · f4 branco bispo · f3 branco cavalo · a2 branco peão · b2 branco peão · c2 branco peão · e2 branco peão · f2 branco peão · g2 branco peão · h2 branco peão · a1 branco torre · b1 branco cavalo · d1 branco rainha · e1 branco rei · f1 branco bispo · h1 branco torre | a8 preto torre · b8 preto cavalo · c8 preto bispo · d8 preto rainha · e8 preto rei · f8 preto bispo · h8 preto torre · a7 preto peão · b7 preto peão · c7 preto peão · e7 preto peão · f7 preto peão · g7 preto peão · h7 preto peão · f6 preto cavalo · d5 preto peão · d4 branco peão · f4 branco bispo · f3 branco cavalo · a2 branco peão · b2 branco peão · c2 branco peão · e2 branco peão · f2 branco peão · g2 branco peão · h2 branco peão · a1 branco torre · b1 branco cavalo · d1 branco rainha · e1 branco rei · f1 branco bispo · h1 branco torre | a8 preto torre · b8 preto cavalo · c8 preto bispo · d8 preto rainha · e8 preto rei · f8 preto bispo · h8 preto torre · a7 preto peão · b7 preto peão · c7 preto peão · e7 preto peão · f7 preto peão · g7 preto peão · h7 preto peão · f6 preto cavalo · d5 preto peão · d4 branco peão · f4 branco bispo · f3 branco cavalo · a2 branco peão · b2 branco peão · c2 branco peão · e2 branco peão · f2 branco peão · g2 branco peão · h2 branco peão · a1 branco torre · b1 branco cavalo · d1 branco rainha · e1 branco rei · f1 branco bispo · h1 branco torre | 4 |
| 3 | a8 preto torre · b8 preto cavalo · c8 preto bispo · d8 preto rainha · e8 preto rei · f8 preto bispo · h8 preto torre · a7 preto peão · b7 preto peão · c7 preto peão · e7 preto peão · f7 preto peão · g7 preto peão · h7 preto peão · f6 preto cavalo · d5 preto peão · d4 branco peão · f4 branco bispo · f3 branco cavalo · a2 branco peão · b2 branco peão · c2 branco peão · e2 branco peão · f2 branco peão · g2 branco peão · h2 branco peão · a1 branco torre · b1 branco cavalo · d1 branco rainha · e1 branco rei · f1 branco bispo · h1 branco torre | a8 preto torre · b8 preto cavalo · c8 preto bispo · d8 preto rainha · e8 preto rei · f8 preto bispo · h8 preto torre · a7 preto peão · b7 preto peão · c7 preto peão · e7 preto peão · f7 preto peão · g7 preto peão · h7 preto peão · f6 preto cavalo · d5 preto peão · d4 branco peão · f4 branco bispo · f3 branco cavalo · a2 branco peão · b2 branco peão · c2 branco peão · e2 branco peão · f2 branco peão · g2 branco peão · h2 branco peão · a1 branco torre · b1 branco cavalo · d1 branco rainha · e1 branco rei · f1 branco bispo · h1 branco torre | a8 preto torre · b8 preto cavalo · c8 preto bispo · d8 preto rainha · e8 preto rei · f8 preto bispo · h8 preto torre · a7 preto peão · b7 preto peão · c7 preto peão · e7 preto peão · f7 preto peão · g7 preto peão · h7 preto peão · f6 preto cavalo · d5 preto peão · d4 branco peão · f4 branco bispo · f3 branco cavalo · a2 branco peão · b2 branco peão · c2 branco peão · e2 branco peão · f2 branco peão · g2 branco peão · h2 branco peão · a1 branco torre · b1 branco cavalo · d1 branco rainha · e1 branco rei · f1 branco bispo · h1 branco torre | a8 preto torre · b8 preto cavalo · c8 preto bispo · d8 preto rainha · e8 preto rei · f8 preto bispo · h8 preto torre · a7 preto peão · b7 preto peão · c7 preto peão · e7 preto peão · f7 preto peão · g7 preto peão · h7 preto peão · f6 preto cavalo · d5 preto peão · d4 branco peão · f4 branco bispo · f3 branco cavalo · a2 branco peão · b2 branco peão · c2 branco peão · e2 branco peão · f2 branco peão · g2 branco peão · h2 branco peão · a1 branco torre · b1 branco cavalo · d1 branco rainha · e1 branco rei · f1 branco bispo · h1 branco torre | a8 preto torre · b8 preto cavalo · c8 preto bispo · d8 preto rainha · e8 preto rei · f8 preto bispo · h8 preto torre · a7 preto peão · b7 preto peão · c7 preto peão · e7 preto peão · f7 preto peão · g7 preto peão · h7 preto peão · f6 preto cavalo · d5 preto peão · d4 branco peão · f4 branco bispo · f3 branco cavalo · a2 branco peão · b2 branco peão · c2 branco peão · e2 branco peão · f2 branco peão · g2 branco peão · h2 branco peão · a1 branco torre · b1 branco cavalo · d1 branco rainha · e1 branco rei · f1 branco bispo · h1 branco torre | a8 preto torre · b8 preto cavalo · c8 preto bispo · d8 preto rainha · e8 preto rei · f8 preto bispo · h8 preto torre · a7 preto peão · b7 preto peão · c7 preto peão · e7 preto peão · f7 preto peão · g7 preto peão · h7 preto peão · f6 preto cavalo · d5 preto peão · d4 branco peão · f4 branco bispo · f3 branco cavalo · a2 branco peão · b2 branco peão · c2 branco peão · e2 branco peão · f2 branco peão · g2 branco peão · h2 branco peão · a1 branco torre · b1 branco cavalo · d1 branco rainha · e1 branco rei · f1 branco bispo · h1 branco torre | a8 preto torre · b8 preto cavalo · c8 preto bispo · d8 preto rainha · e8 preto rei · f8 preto bispo · h8 preto torre · a7 preto peão · b7 preto peão · c7 preto peão · e7 preto peão · f7 preto peão · g7 preto peão · h7 preto peão · f6 preto cavalo · d5 preto peão · d4 branco peão · f4 branco bispo · f3 branco cavalo · a2 branco peão · b2 branco peão · c2 branco peão · e2 branco peão · f2 branco peão · g2 branco peão · h2 branco peão · a1 branco torre · b1 branco cavalo · d1 branco rainha · e1 branco rei · f1 branco bispo · h1 branco torre | a8 preto torre · b8 preto cavalo · c8 preto bispo · d8 preto rainha · e8 preto rei · f8 preto bispo · h8 preto torre · a7 preto peão · b7 preto peão · c7 preto peão · e7 preto peão · f7 preto peão · g7 preto peão · h7 preto peão · f6 preto cavalo · d5 preto peão · d4 branco peão · f4 branco bispo · f3 branco cavalo · a2 branco peão · b2 branco peão · c2 branco peão · e2 branco peão · f2 branco peão · g2 branco peão · h2 branco peão · a1 branco torre · b1 branco cavalo · d1 branco rainha · e1 branco rei · f1 branco bispo · h1 branco torre | 3 |
| 2 | a8 preto torre · b8 preto cavalo · c8 preto bispo · d8 preto rainha · e8 preto rei · f8 preto bispo · h8 preto torre · a7 preto peão · b7 preto peão · c7 preto peão · e7 preto peão · f7 preto peão · g7 preto peão · h7 preto peão · f6 preto cavalo · d5 preto peão · d4 branco peão · f4 branco bispo · f3 branco cavalo · a2 branco peão · b2 branco peão · c2 branco peão · e2 branco peão · f2 branco peão · g2 branco peão · h2 branco peão · a1 branco torre · b1 branco cavalo · d1 branco rainha · e1 branco rei · f1 branco bispo · h1 branco torre | a8 preto torre · b8 preto cavalo · c8 preto bispo · d8 preto rainha · e8 preto rei · f8 preto bispo · h8 preto torre · a7 preto peão · b7 preto peão · c7 preto peão · e7 preto peão · f7 preto peão · g7 preto peão · h7 preto peão · f6 preto cavalo · d5 preto peão · d4 branco peão · f4 branco bispo · f3 branco cavalo · a2 branco peão · b2 branco peão · c2 branco peão · e2 branco peão · f2 branco peão · g2 branco peão · h2 branco peão · a1 branco torre · b1 branco cavalo · d1 branco rainha · e1 branco rei · f1 branco bispo · h1 branco torre | a8 preto torre · b8 preto cavalo · c8 preto bispo · d8 preto rainha · e8 preto rei · f8 preto bispo · h8 preto torre · a7 preto peão · b7 preto peão · c7 preto peão · e7 preto peão · f7 preto peão · g7 preto peão · h7 preto peão · f6 preto cavalo · d5 preto peão · d4 branco peão · f4 branco bispo · f3 branco cavalo · a2 branco peão · b2 branco peão · c2 branco peão · e2 branco peão · f2 branco peão · g2 branco peão · h2 branco peão · a1 branco torre · b1 branco cavalo · d1 branco rainha · e1 branco rei · f1 branco bispo · h1 branco torre | a8 preto torre · b8 preto cavalo · c8 preto bispo · d8 preto rainha · e8 preto rei · f8 preto bispo · h8 preto torre · a7 preto peão · b7 preto peão · c7 preto peão · e7 preto peão · f7 preto peão · g7 preto peão · h7 preto peão · f6 preto cavalo · d5 preto peão · d4 branco peão · f4 branco bispo · f3 branco cavalo · a2 branco peão · b2 branco peão · c2 branco peão · e2 branco peão · f2 branco peão · g2 branco peão · h2 branco peão · a1 branco torre · b1 branco cavalo · d1 branco rainha · e1 branco rei · f1 branco bispo · h1 branco torre | a8 preto torre · b8 preto cavalo · c8 preto bispo · d8 preto rainha · e8 preto rei · f8 preto bispo · h8 preto torre · a7 preto peão · b7 preto peão · c7 preto peão · e7 preto peão · f7 preto peão · g7 preto peão · h7 preto peão · f6 preto cavalo · d5 preto peão · d4 branco peão · f4 branco bispo · f3 branco cavalo · a2 branco peão · b2 branco peão · c2 branco peão · e2 branco peão · f2 branco peão · g2 branco peão · h2 branco peão · a1 branco torre · b1 branco cavalo · d1 branco rainha · e1 branco rei · f1 branco bispo · h1 branco torre | a8 preto torre · b8 preto cavalo · c8 preto bispo · d8 preto rainha · e8 preto rei · f8 preto bispo · h8 preto torre · a7 preto peão · b7 preto peão · c7 preto peão · e7 preto peão · f7 preto peão · g7 preto peão · h7 preto peão · f6 preto cavalo · d5 preto peão · d4 branco peão · f4 branco bispo · f3 branco cavalo · a2 branco peão · b2 branco peão · c2 branco peão · e2 branco peão · f2 branco peão · g2 branco peão · h2 branco peão · a1 branco torre · b1 branco cavalo · d1 branco rainha · e1 branco rei · f1 branco bispo · h1 branco torre | a8 preto torre · b8 preto cavalo · c8 preto bispo · d8 preto rainha · e8 preto rei · f8 preto bispo · h8 preto torre · a7 preto peão · b7 preto peão · c7 preto peão · e7 preto peão · f7 preto peão · g7 preto peão · h7 preto peão · f6 preto cavalo · d5 preto peão · d4 branco peão · f4 branco bispo · f3 branco cavalo · a2 branco peão · b2 branco peão · c2 branco peão · e2 branco peão · f2 branco peão · g2 branco peão · h2 branco peão · a1 branco torre · b1 branco cavalo · d1 branco rainha · e1 branco rei · f1 branco bispo · h1 branco torre | a8 preto torre · b8 preto cavalo · c8 preto bispo · d8 preto rainha · e8 preto rei · f8 preto bispo · h8 preto torre · a7 preto peão · b7 preto peão · c7 preto peão · e7 preto peão · f7 preto peão · g7 preto peão · h7 preto peão · f6 preto cavalo · d5 preto peão · d4 branco peão · f4 branco bispo · f3 branco cavalo · a2 branco peão · b2 branco peão · c2 branco peão · e2 branco peão · f2 branco peão · g2 branco peão · h2 branco peão · a1 branco torre · b1 branco cavalo · d1 branco rainha · e1 branco rei · f1 branco bispo · h1 branco torre | 2 |
| 1 | a8 preto torre · b8 preto cavalo · c8 preto bispo · d8 preto rainha · e8 preto rei · f8 preto bispo · h8 preto torre · a7 preto peão · b7 preto peão · c7 preto peão · e7 preto peão · f7 preto peão · g7 preto peão · h7 preto peão · f6 preto cavalo · d5 preto peão · d4 branco peão · f4 branco bispo · f3 branco cavalo · a2 branco peão · b2 branco peão · c2 branco peão · e2 branco peão · f2 branco peão · g2 branco peão · h2 branco peão · a1 branco torre · b1 branco cavalo · d1 branco rainha · e1 branco rei · f1 branco bispo · h1 branco torre | a8 preto torre · b8 preto cavalo · c8 preto bispo · d8 preto rainha · e8 preto rei · f8 preto bispo · h8 preto torre · a7 preto peão · b7 preto peão · c7 preto peão · e7 preto peão · f7 preto peão · g7 preto peão · h7 preto peão · f6 preto cavalo · d5 preto peão · d4 branco peão · f4 branco bispo · f3 branco cavalo · a2 branco peão · b2 branco peão · c2 branco peão · e2 branco peão · f2 branco peão · g2 branco peão · h2 branco peão · a1 branco torre · b1 branco cavalo · d1 branco rainha · e1 branco rei · f1 branco bispo · h1 branco torre | a8 preto torre · b8 preto cavalo · c8 preto bispo · d8 preto rainha · e8 preto rei · f8 preto bispo · h8 preto torre · a7 preto peão · b7 preto peão · c7 preto peão · e7 preto peão · f7 preto peão · g7 preto peão · h7 preto peão · f6 preto cavalo · d5 preto peão · d4 branco peão · f4 branco bispo · f3 branco cavalo · a2 branco peão · b2 branco peão · c2 branco peão · e2 branco peão · f2 branco peão · g2 branco peão · h2 branco peão · a1 branco torre · b1 branco cavalo · d1 branco rainha · e1 branco rei · f1 branco bispo · h1 branco torre | a8 preto torre · b8 preto cavalo · c8 preto bispo · d8 preto rainha · e8 preto rei · f8 preto bispo · h8 preto torre · a7 preto peão · b7 preto peão · c7 preto peão · e7 preto peão · f7 preto peão · g7 preto peão · h7 preto peão · f6 preto cavalo · d5 preto peão · d4 branco peão · f4 branco bispo · f3 branco cavalo · a2 branco peão · b2 branco peão · c2 branco peão · e2 branco peão · f2 branco peão · g2 branco peão · h2 branco peão · a1 branco torre · b1 branco cavalo · d1 branco rainha · e1 branco rei · f1 branco bispo · h1 branco torre | a8 preto torre · b8 preto cavalo · c8 preto bispo · d8 preto rainha · e8 preto rei · f8 preto bispo · h8 preto torre · a7 preto peão · b7 preto peão · c7 preto peão · e7 preto peão · f7 preto peão · g7 preto peão · h7 preto peão · f6 preto cavalo · d5 preto peão · d4 branco peão · f4 branco bispo · f3 branco cavalo · a2 branco peão · b2 branco peão · c2 branco peão · e2 branco peão · f2 branco peão · g2 branco peão · h2 branco peão · a1 branco torre · b1 branco cavalo · d1 branco rainha · e1 branco rei · f1 branco bispo · h1 branco torre | a8 preto torre · b8 preto cavalo · c8 preto bispo · d8 preto rainha · e8 preto rei · f8 preto bispo · h8 preto torre · a7 preto peão · b7 preto peão · c7 preto peão · e7 preto peão · f7 preto peão · g7 preto peão · h7 preto peão · f6 preto cavalo · d5 preto peão · d4 branco peão · f4 branco bispo · f3 branco cavalo · a2 branco peão · b2 branco peão · c2 branco peão · e2 branco peão · f2 branco peão · g2 branco peão · h2 branco peão · a1 branco torre · b1 branco cavalo · d1 branco rainha · e1 branco rei · f1 branco bispo · h1 branco torre | a8 preto torre · b8 preto cavalo · c8 preto bispo · d8 preto rainha · e8 preto rei · f8 preto bispo · h8 preto torre · a7 preto peão · b7 preto peão · c7 preto peão · e7 preto peão · f7 preto peão · g7 preto peão · h7 preto peão · f6 preto cavalo · d5 preto peão · d4 branco peão · f4 branco bispo · f3 branco cavalo · a2 branco peão · b2 branco peão · c2 branco peão · e2 branco peão · f2 branco peão · g2 branco peão · h2 branco peão · a1 branco torre · b1 branco cavalo · d1 branco rainha · e1 branco rei · f1 branco bispo · h1 branco torre | a8 preto torre · b8 preto cavalo · c8 preto bispo · d8 preto rainha · e8 preto rei · f8 preto bispo · h8 preto torre · a7 preto peão · b7 preto peão · c7 preto peão · e7 preto peão · f7 preto peão · g7 preto peão · h7 preto peão · f6 preto cavalo · d5 preto peão · d4 branco peão · f4 branco bispo · f3 branco cavalo · a2 branco peão · b2 branco peão · c2 branco peão · e2 branco peão · f2 branco peão · g2 branco peão · h2 branco peão · a1 branco torre · b1 branco cavalo · d1 branco rainha · e1 branco rei · f1 branco bispo · h1 branco torre | 1 |
|   | a | b | c | d | e | f | g | h |   |

Tradicionalmente, o Sistema London é jogado 1.d4 e 2. Cf3, trazendo o cavalo primeiro e atrasando o desenvolvimento do bispo. Em essência, 2. Cf3 desenvolve o cavalo do rei para uma casa natural enquanto também espera para ver como as pretas reagirão. Isso concede às brancas flexibilidade para potencialmente transpor para outras aberturas, incluindo o Gambito da Dama com 3.c4 ou o Sistema Colle com 3.e3. O jogo moderno frequentemente enfatizou o imediato 2.Bf4, no entanto, forçando as pretas a jogar o Sistema London.
As pretas têm muitas opções aqui;
- 3...c5, desafiando o centro
- 3...e6, solidificando, mas bloqueando o bispo de casas claras
- 3... Bf5, desenvolvendo uma peça
- 3...c6, solidificando
- 3...g6, preparando-se para o fianqueto no lado do Rei
- 3...b6, preparando-se para o fianqueto no lado da Dama
- 3... Cc6, pressionando a casa d4

### London Moderna
Em vez de desenvolver 2. Cf3, as brancas podem optar por jogar imediatamente 2. Bf4. Muito parecido com a Abertura do bispo, as brancas desenvolvem o bispo antes do cavalo, ignorando o princípio de abertura de "cavalos antes dos bispos".
|   | a | b | c | d | e | f | g | h |   |
| 8 | a8 preto torre · b8 preto cavalo · c8 preto bispo · d8 preto rainha · e8 preto rei · f8 preto bispo · h8 preto torre · a7 preto peão · b7 preto peão · c7 preto peão · e7 preto peão · f7 preto peão · g7 preto peão · h7 preto peão · f6 preto cavalo · d5 preto peão · d4 branco peão · f4 branco bispo · e3 branco peão · a2 branco peão · b2 branco peão · c2 branco peão · f2 branco peão · g2 branco peão · h2 branco peão · a1 branco torre · b1 branco cavalo · d1 branco rainha · e1 branco rei · f1 branco bispo · g1 branco cavalo · h1 branco torre | a8 preto torre · b8 preto cavalo · c8 preto bispo · d8 preto rainha · e8 preto rei · f8 preto bispo · h8 preto torre · a7 preto peão · b7 preto peão · c7 preto peão · e7 preto peão · f7 preto peão · g7 preto peão · h7 preto peão · f6 preto cavalo · d5 preto peão · d4 branco peão · f4 branco bispo · e3 branco peão · a2 branco peão · b2 branco peão · c2 branco peão · f2 branco peão · g2 branco peão · h2 branco peão · a1 branco torre · b1 branco cavalo · d1 branco rainha · e1 branco rei · f1 branco bispo · g1 branco cavalo · h1 branco torre | a8 preto torre · b8 preto cavalo · c8 preto bispo · d8 preto rainha · e8 preto rei · f8 preto bispo · h8 preto torre · a7 preto peão · b7 preto peão · c7 preto peão · e7 preto peão · f7 preto peão · g7 preto peão · h7 preto peão · f6 preto cavalo · d5 preto peão · d4 branco peão · f4 branco bispo · e3 branco peão · a2 branco peão · b2 branco peão · c2 branco peão · f2 branco peão · g2 branco peão · h2 branco peão · a1 branco torre · b1 branco cavalo · d1 branco rainha · e1 branco rei · f1 branco bispo · g1 branco cavalo · h1 branco torre | a8 preto torre · b8 preto cavalo · c8 preto bispo · d8 preto rainha · e8 preto rei · f8 preto bispo · h8 preto torre · a7 preto peão · b7 preto peão · c7 preto peão · e7 preto peão · f7 preto peão · g7 preto peão · h7 preto peão · f6 preto cavalo · d5 preto peão · d4 branco peão · f4 branco bispo · e3 branco peão · a2 branco peão · b2 branco peão · c2 branco peão · f2 branco peão · g2 branco peão · h2 branco peão · a1 branco torre · b1 branco cavalo · d1 branco rainha · e1 branco rei · f1 branco bispo · g1 branco cavalo · h1 branco torre | a8 preto torre · b8 preto cavalo · c8 preto bispo · d8 preto rainha · e8 preto rei · f8 preto bispo · h8 preto torre · a7 preto peão · b7 preto peão · c7 preto peão · e7 preto peão · f7 preto peão · g7 preto peão · h7 preto peão · f6 preto cavalo · d5 preto peão · d4 branco peão · f4 branco bispo · e3 branco peão · a2 branco peão · b2 branco peão · c2 branco peão · f2 branco peão · g2 branco peão · h2 branco peão · a1 branco torre · b1 branco cavalo · d1 branco rainha · e1 branco rei · f1 branco bispo · g1 branco cavalo · h1 branco torre | a8 preto torre · b8 preto cavalo · c8 preto bispo · d8 preto rainha · e8 preto rei · f8 preto bispo · h8 preto torre · a7 preto peão · b7 preto peão · c7 preto peão · e7 preto peão · f7 preto peão · g7 preto peão · h7 preto peão · f6 preto cavalo · d5 preto peão · d4 branco peão · f4 branco bispo · e3 branco peão · a2 branco peão · b2 branco peão · c2 branco peão · f2 branco peão · g2 branco peão · h2 branco peão · a1 branco torre · b1 branco cavalo · d1 branco rainha · e1 branco rei · f1 branco bispo · g1 branco cavalo · h1 branco torre | a8 preto torre · b8 preto cavalo · c8 preto bispo · d8 preto rainha · e8 preto rei · f8 preto bispo · h8 preto torre · a7 preto peão · b7 preto peão · c7 preto peão · e7 preto peão · f7 preto peão · g7 preto peão · h7 preto peão · f6 preto cavalo · d5 preto peão · d4 branco peão · f4 branco bispo · e3 branco peão · a2 branco peão · b2 branco peão · c2 branco peão · f2 branco peão · g2 branco peão · h2 branco peão · a1 branco torre · b1 branco cavalo · d1 branco rainha · e1 branco rei · f1 branco bispo · g1 branco cavalo · h1 branco torre | a8 preto torre · b8 preto cavalo · c8 preto bispo · d8 preto rainha · e8 preto rei · f8 preto bispo · h8 preto torre · a7 preto peão · b7 preto peão · c7 preto peão · e7 preto peão · f7 preto peão · g7 preto peão · h7 preto peão · f6 preto cavalo · d5 preto peão · d4 branco peão · f4 branco bispo · e3 branco peão · a2 branco peão · b2 branco peão · c2 branco peão · f2 branco peão · g2 branco peão · h2 branco peão · a1 branco torre · b1 branco cavalo · d1 branco rainha · e1 branco rei · f1 branco bispo · g1 branco cavalo · h1 branco torre | 8 |
| 7 | a8 preto torre · b8 preto cavalo · c8 preto bispo · d8 preto rainha · e8 preto rei · f8 preto bispo · h8 preto torre · a7 preto peão · b7 preto peão · c7 preto peão · e7 preto peão · f7 preto peão · g7 preto peão · h7 preto peão · f6 preto cavalo · d5 preto peão · d4 branco peão · f4 branco bispo · e3 branco peão · a2 branco peão · b2 branco peão · c2 branco peão · f2 branco peão · g2 branco peão · h2 branco peão · a1 branco torre · b1 branco cavalo · d1 branco rainha · e1 branco rei · f1 branco bispo · g1 branco cavalo · h1 branco torre | a8 preto torre · b8 preto cavalo · c8 preto bispo · d8 preto rainha · e8 preto rei · f8 preto bispo · h8 preto torre · a7 preto peão · b7 preto peão · c7 preto peão · e7 preto peão · f7 preto peão · g7 preto peão · h7 preto peão · f6 preto cavalo · d5 preto peão · d4 branco peão · f4 branco bispo · e3 branco peão · a2 branco peão · b2 branco peão · c2 branco peão · f2 branco peão · g2 branco peão · h2 branco peão · a1 branco torre · b1 branco cavalo · d1 branco rainha · e1 branco rei · f1 branco bispo · g1 branco cavalo · h1 branco torre | a8 preto torre · b8 preto cavalo · c8 preto bispo · d8 preto rainha · e8 preto rei · f8 preto bispo · h8 preto torre · a7 preto peão · b7 preto peão · c7 preto peão · e7 preto peão · f7 preto peão · g7 preto peão · h7 preto peão · f6 preto cavalo · d5 preto peão · d4 branco peão · f4 branco bispo · e3 branco peão · a2 branco peão · b2 branco peão · c2 branco peão · f2 branco peão · g2 branco peão · h2 branco peão · a1 branco torre · b1 branco cavalo · d1 branco rainha · e1 branco rei · f1 branco bispo · g1 branco cavalo · h1 branco torre | a8 preto torre · b8 preto cavalo · c8 preto bispo · d8 preto rainha · e8 preto rei · f8 preto bispo · h8 preto torre · a7 preto peão · b7 preto peão · c7 preto peão · e7 preto peão · f7 preto peão · g7 preto peão · h7 preto peão · f6 preto cavalo · d5 preto peão · d4 branco peão · f4 branco bispo · e3 branco peão · a2 branco peão · b2 branco peão · c2 branco peão · f2 branco peão · g2 branco peão · h2 branco peão · a1 branco torre · b1 branco cavalo · d1 branco rainha · e1 branco rei · f1 branco bispo · g1 branco cavalo · h1 branco torre | a8 preto torre · b8 preto cavalo · c8 preto bispo · d8 preto rainha · e8 preto rei · f8 preto bispo · h8 preto torre · a7 preto peão · b7 preto peão · c7 preto peão · e7 preto peão · f7 preto peão · g7 preto peão · h7 preto peão · f6 preto cavalo · d5 preto peão · d4 branco peão · f4 branco bispo · e3 branco peão · a2 branco peão · b2 branco peão · c2 branco peão · f2 branco peão · g2 branco peão · h2 branco peão · a1 branco torre · b1 branco cavalo · d1 branco rainha · e1 branco rei · f1 branco bispo · g1 branco cavalo · h1 branco torre | a8 preto torre · b8 preto cavalo · c8 preto bispo · d8 preto rainha · e8 preto rei · f8 preto bispo · h8 preto torre · a7 preto peão · b7 preto peão · c7 preto peão · e7 preto peão · f7 preto peão · g7 preto peão · h7 preto peão · f6 preto cavalo · d5 preto peão · d4 branco peão · f4 branco bispo · e3 branco peão · a2 branco peão · b2 branco peão · c2 branco peão · f2 branco peão · g2 branco peão · h2 branco peão · a1 branco torre · b1 branco cavalo · d1 branco rainha · e1 branco rei · f1 branco bispo · g1 branco cavalo · h1 branco torre | a8 preto torre · b8 preto cavalo · c8 preto bispo · d8 preto rainha · e8 preto rei · f8 preto bispo · h8 preto torre · a7 preto peão · b7 preto peão · c7 preto peão · e7 preto peão · f7 preto peão · g7 preto peão · h7 preto peão · f6 preto cavalo · d5 preto peão · d4 branco peão · f4 branco bispo · e3 branco peão · a2 branco peão · b2 branco peão · c2 branco peão · f2 branco peão · g2 branco peão · h2 branco peão · a1 branco torre · b1 branco cavalo · d1 branco rainha · e1 branco rei · f1 branco bispo · g1 branco cavalo · h1 branco torre | a8 preto torre · b8 preto cavalo · c8 preto bispo · d8 preto rainha · e8 preto rei · f8 preto bispo · h8 preto torre · a7 preto peão · b7 preto peão · c7 preto peão · e7 preto peão · f7 preto peão · g7 preto peão · h7 preto peão · f6 preto cavalo · d5 preto peão · d4 branco peão · f4 branco bispo · e3 branco peão · a2 branco peão · b2 branco peão · c2 branco peão · f2 branco peão · g2 branco peão · h2 branco peão · a1 branco torre · b1 branco cavalo · d1 branco rainha · e1 branco rei · f1 branco bispo · g1 branco cavalo · h1 branco torre | 7 |
| 6 | a8 preto torre · b8 preto cavalo · c8 preto bispo · d8 preto rainha · e8 preto rei · f8 preto bispo · h8 preto torre · a7 preto peão · b7 preto peão · c7 preto peão · e7 preto peão · f7 preto peão · g7 preto peão · h7 preto peão · f6 preto cavalo · d5 preto peão · d4 branco peão · f4 branco bispo · e3 branco peão · a2 branco peão · b2 branco peão · c2 branco peão · f2 branco peão · g2 branco peão · h2 branco peão · a1 branco torre · b1 branco cavalo · d1 branco rainha · e1 branco rei · f1 branco bispo · g1 branco cavalo · h1 branco torre | a8 preto torre · b8 preto cavalo · c8 preto bispo · d8 preto rainha · e8 preto rei · f8 preto bispo · h8 preto torre · a7 preto peão · b7 preto peão · c7 preto peão · e7 preto peão · f7 preto peão · g7 preto peão · h7 preto peão · f6 preto cavalo · d5 preto peão · d4 branco peão · f4 branco bispo · e3 branco peão · a2 branco peão · b2 branco peão · c2 branco peão · f2 branco peão · g2 branco peão · h2 branco peão · a1 branco torre · b1 branco cavalo · d1 branco rainha · e1 branco rei · f1 branco bispo · g1 branco cavalo · h1 branco torre | a8 preto torre · b8 preto cavalo · c8 preto bispo · d8 preto rainha · e8 preto rei · f8 preto bispo · h8 preto torre · a7 preto peão · b7 preto peão · c7 preto peão · e7 preto peão · f7 preto peão · g7 preto peão · h7 preto peão · f6 preto cavalo · d5 preto peão · d4 branco peão · f4 branco bispo · e3 branco peão · a2 branco peão · b2 branco peão · c2 branco peão · f2 branco peão · g2 branco peão · h2 branco peão · a1 branco torre · b1 branco cavalo · d1 branco rainha · e1 branco rei · f1 branco bispo · g1 branco cavalo · h1 branco torre | a8 preto torre · b8 preto cavalo · c8 preto bispo · d8 preto rainha · e8 preto rei · f8 preto bispo · h8 preto torre · a7 preto peão · b7 preto peão · c7 preto peão · e7 preto peão · f7 preto peão · g7 preto peão · h7 preto peão · f6 preto cavalo · d5 preto peão · d4 branco peão · f4 branco bispo · e3 branco peão · a2 branco peão · b2 branco peão · c2 branco peão · f2 branco peão · g2 branco peão · h2 branco peão · a1 branco torre · b1 branco cavalo · d1 branco rainha · e1 branco rei · f1 branco bispo · g1 branco cavalo · h1 branco torre | a8 preto torre · b8 preto cavalo · c8 preto bispo · d8 preto rainha · e8 preto rei · f8 preto bispo · h8 preto torre · a7 preto peão · b7 preto peão · c7 preto peão · e7 preto peão · f7 preto peão · g7 preto peão · h7 preto peão · f6 preto cavalo · d5 preto peão · d4 branco peão · f4 branco bispo · e3 branco peão · a2 branco peão · b2 branco peão · c2 branco peão · f2 branco peão · g2 branco peão · h2 branco peão · a1 branco torre · b1 branco cavalo · d1 branco rainha · e1 branco rei · f1 branco bispo · g1 branco cavalo · h1 branco torre | a8 preto torre · b8 preto cavalo · c8 preto bispo · d8 preto rainha · e8 preto rei · f8 preto bispo · h8 preto torre · a7 preto peão · b7 preto peão · c7 preto peão · e7 preto peão · f7 preto peão · g7 preto peão · h7 preto peão · f6 preto cavalo · d5 preto peão · d4 branco peão · f4 branco bispo · e3 branco peão · a2 branco peão · b2 branco peão · c2 branco peão · f2 branco peão · g2 branco peão · h2 branco peão · a1 branco torre · b1 branco cavalo · d1 branco rainha · e1 branco rei · f1 branco bispo · g1 branco cavalo · h1 branco torre | a8 preto torre · b8 preto cavalo · c8 preto bispo · d8 preto rainha · e8 preto rei · f8 preto bispo · h8 preto torre · a7 preto peão · b7 preto peão · c7 preto peão · e7 preto peão · f7 preto peão · g7 preto peão · h7 preto peão · f6 preto cavalo · d5 preto peão · d4 branco peão · f4 branco bispo · e3 branco peão · a2 branco peão · b2 branco peão · c2 branco peão · f2 branco peão · g2 branco peão · h2 branco peão · a1 branco torre · b1 branco cavalo · d1 branco rainha · e1 branco rei · f1 branco bispo · g1 branco cavalo · h1 branco torre | a8 preto torre · b8 preto cavalo · c8 preto bispo · d8 preto rainha · e8 preto rei · f8 preto bispo · h8 preto torre · a7 preto peão · b7 preto peão · c7 preto peão · e7 preto peão · f7 preto peão · g7 preto peão · h7 preto peão · f6 preto cavalo · d5 preto peão · d4 branco peão · f4 branco bispo · e3 branco peão · a2 branco peão · b2 branco peão · c2 branco peão · f2 branco peão · g2 branco peão · h2 branco peão · a1 branco torre · b1 branco cavalo · d1 branco rainha · e1 branco rei · f1 branco bispo · g1 branco cavalo · h1 branco torre | 6 |
| 5 | a8 preto torre · b8 preto cavalo · c8 preto bispo · d8 preto rainha · e8 preto rei · f8 preto bispo · h8 preto torre · a7 preto peão · b7 preto peão · c7 preto peão · e7 preto peão · f7 preto peão · g7 preto peão · h7 preto peão · f6 preto cavalo · d5 preto peão · d4 branco peão · f4 branco bispo · e3 branco peão · a2 branco peão · b2 branco peão · c2 branco peão · f2 branco peão · g2 branco peão · h2 branco peão · a1 branco torre · b1 branco cavalo · d1 branco rainha · e1 branco rei · f1 branco bispo · g1 branco cavalo · h1 branco torre | a8 preto torre · b8 preto cavalo · c8 preto bispo · d8 preto rainha · e8 preto rei · f8 preto bispo · h8 preto torre · a7 preto peão · b7 preto peão · c7 preto peão · e7 preto peão · f7 preto peão · g7 preto peão · h7 preto peão · f6 preto cavalo · d5 preto peão · d4 branco peão · f4 branco bispo · e3 branco peão · a2 branco peão · b2 branco peão · c2 branco peão · f2 branco peão · g2 branco peão · h2 branco peão · a1 branco torre · b1 branco cavalo · d1 branco rainha · e1 branco rei · f1 branco bispo · g1 branco cavalo · h1 branco torre | a8 preto torre · b8 preto cavalo · c8 preto bispo · d8 preto rainha · e8 preto rei · f8 preto bispo · h8 preto torre · a7 preto peão · b7 preto peão · c7 preto peão · e7 preto peão · f7 preto peão · g7 preto peão · h7 preto peão · f6 preto cavalo · d5 preto peão · d4 branco peão · f4 branco bispo · e3 branco peão · a2 branco peão · b2 branco peão · c2 branco peão · f2 branco peão · g2 branco peão · h2 branco peão · a1 branco torre · b1 branco cavalo · d1 branco rainha · e1 branco rei · f1 branco bispo · g1 branco cavalo · h1 branco torre | a8 preto torre · b8 preto cavalo · c8 preto bispo · d8 preto rainha · e8 preto rei · f8 preto bispo · h8 preto torre · a7 preto peão · b7 preto peão · c7 preto peão · e7 preto peão · f7 preto peão · g7 preto peão · h7 preto peão · f6 preto cavalo · d5 preto peão · d4 branco peão · f4 branco bispo · e3 branco peão · a2 branco peão · b2 branco peão · c2 branco peão · f2 branco peão · g2 branco peão · h2 branco peão · a1 branco torre · b1 branco cavalo · d1 branco rainha · e1 branco rei · f1 branco bispo · g1 branco cavalo · h1 branco torre | a8 preto torre · b8 preto cavalo · c8 preto bispo · d8 preto rainha · e8 preto rei · f8 preto bispo · h8 preto torre · a7 preto peão · b7 preto peão · c7 preto peão · e7 preto peão · f7 preto peão · g7 preto peão · h7 preto peão · f6 preto cavalo · d5 preto peão · d4 branco peão · f4 branco bispo · e3 branco peão · a2 branco peão · b2 branco peão · c2 branco peão · f2 branco peão · g2 branco peão · h2 branco peão · a1 branco torre · b1 branco cavalo · d1 branco rainha · e1 branco rei · f1 branco bispo · g1 branco cavalo · h1 branco torre | a8 preto torre · b8 preto cavalo · c8 preto bispo · d8 preto rainha · e8 preto rei · f8 preto bispo · h8 preto torre · a7 preto peão · b7 preto peão · c7 preto peão · e7 preto peão · f7 preto peão · g7 preto peão · h7 preto peão · f6 preto cavalo · d5 preto peão · d4 branco peão · f4 branco bispo · e3 branco peão · a2 branco peão · b2 branco peão · c2 branco peão · f2 branco peão · g2 branco peão · h2 branco peão · a1 branco torre · b1 branco cavalo · d1 branco rainha · e1 branco rei · f1 branco bispo · g1 branco cavalo · h1 branco torre | a8 preto torre · b8 preto cavalo · c8 preto bispo · d8 preto rainha · e8 preto rei · f8 preto bispo · h8 preto torre · a7 preto peão · b7 preto peão · c7 preto peão · e7 preto peão · f7 preto peão · g7 preto peão · h7 preto peão · f6 preto cavalo · d5 preto peão · d4 branco peão · f4 branco bispo · e3 branco peão · a2 branco peão · b2 branco peão · c2 branco peão · f2 branco peão · g2 branco peão · h2 branco peão · a1 branco torre · b1 branco cavalo · d1 branco rainha · e1 branco rei · f1 branco bispo · g1 branco cavalo · h1 branco torre | a8 preto torre · b8 preto cavalo · c8 preto bispo · d8 preto rainha · e8 preto rei · f8 preto bispo · h8 preto torre · a7 preto peão · b7 preto peão · c7 preto peão · e7 preto peão · f7 preto peão · g7 preto peão · h7 preto peão · f6 preto cavalo · d5 preto peão · d4 branco peão · f4 branco bispo · e3 branco peão · a2 branco peão · b2 branco peão · c2 branco peão · f2 branco peão · g2 branco peão · h2 branco peão · a1 branco torre · b1 branco cavalo · d1 branco rainha · e1 branco rei · f1 branco bispo · g1 branco cavalo · h1 branco torre | 5 |
| 4 | a8 preto torre · b8 preto cavalo · c8 preto bispo · d8 preto rainha · e8 preto rei · f8 preto bispo · h8 preto torre · a7 preto peão · b7 preto peão · c7 preto peão · e7 preto peão · f7 preto peão · g7 preto peão · h7 preto peão · f6 preto cavalo · d5 preto peão · d4 branco peão · f4 branco bispo · e3 branco peão · a2 branco peão · b2 branco peão · c2 branco peão · f2 branco peão · g2 branco peão · h2 branco peão · a1 branco torre · b1 branco cavalo · d1 branco rainha · e1 branco rei · f1 branco bispo · g1 branco cavalo · h1 branco torre | a8 preto torre · b8 preto cavalo · c8 preto bispo · d8 preto rainha · e8 preto rei · f8 preto bispo · h8 preto torre · a7 preto peão · b7 preto peão · c7 preto peão · e7 preto peão · f7 preto peão · g7 preto peão · h7 preto peão · f6 preto cavalo · d5 preto peão · d4 branco peão · f4 branco bispo · e3 branco peão · a2 branco peão · b2 branco peão · c2 branco peão · f2 branco peão · g2 branco peão · h2 branco peão · a1 branco torre · b1 branco cavalo · d1 branco rainha · e1 branco rei · f1 branco bispo · g1 branco cavalo · h1 branco torre | a8 preto torre · b8 preto cavalo · c8 preto bispo · d8 preto rainha · e8 preto rei · f8 preto bispo · h8 preto torre · a7 preto peão · b7 preto peão · c7 preto peão · e7 preto peão · f7 preto peão · g7 preto peão · h7 preto peão · f6 preto cavalo · d5 preto peão · d4 branco peão · f4 branco bispo · e3 branco peão · a2 branco peão · b2 branco peão · c2 branco peão · f2 branco peão · g2 branco peão · h2 branco peão · a1 branco torre · b1 branco cavalo · d1 branco rainha · e1 branco rei · f1 branco bispo · g1 branco cavalo · h1 branco torre | a8 preto torre · b8 preto cavalo · c8 preto bispo · d8 preto rainha · e8 preto rei · f8 preto bispo · h8 preto torre · a7 preto peão · b7 preto peão · c7 preto peão · e7 preto peão · f7 preto peão · g7 preto peão · h7 preto peão · f6 preto cavalo · d5 preto peão · d4 branco peão · f4 branco bispo · e3 branco peão · a2 branco peão · b2 branco peão · c2 branco peão · f2 branco peão · g2 branco peão · h2 branco peão · a1 branco torre · b1 branco cavalo · d1 branco rainha · e1 branco rei · f1 branco bispo · g1 branco cavalo · h1 branco torre | a8 preto torre · b8 preto cavalo · c8 preto bispo · d8 preto rainha · e8 preto rei · f8 preto bispo · h8 preto torre · a7 preto peão · b7 preto peão · c7 preto peão · e7 preto peão · f7 preto peão · g7 preto peão · h7 preto peão · f6 preto cavalo · d5 preto peão · d4 branco peão · f4 branco bispo · e3 branco peão · a2 branco peão · b2 branco peão · c2 branco peão · f2 branco peão · g2 branco peão · h2 branco peão · a1 branco torre · b1 branco cavalo · d1 branco rainha · e1 branco rei · f1 branco bispo · g1 branco cavalo · h1 branco torre | a8 preto torre · b8 preto cavalo · c8 preto bispo · d8 preto rainha · e8 preto rei · f8 preto bispo · h8 preto torre · a7 preto peão · b7 preto peão · c7 preto peão · e7 preto peão · f7 preto peão · g7 preto peão · h7 preto peão · f6 preto cavalo · d5 preto peão · d4 branco peão · f4 branco bispo · e3 branco peão · a2 branco peão · b2 branco peão · c2 branco peão · f2 branco peão · g2 branco peão · h2 branco peão · a1 branco torre · b1 branco cavalo · d1 branco rainha · e1 branco rei · f1 branco bispo · g1 branco cavalo · h1 branco torre | a8 preto torre · b8 preto cavalo · c8 preto bispo · d8 preto rainha · e8 preto rei · f8 preto bispo · h8 preto torre · a7 preto peão · b7 preto peão · c7 preto peão · e7 preto peão · f7 preto peão · g7 preto peão · h7 preto peão · f6 preto cavalo · d5 preto peão · d4 branco peão · f4 branco bispo · e3 branco peão · a2 branco peão · b2 branco peão · c2 branco peão · f2 branco peão · g2 branco peão · h2 branco peão · a1 branco torre · b1 branco cavalo · d1 branco rainha · e1 branco rei · f1 branco bispo · g1 branco cavalo · h1 branco torre | a8 preto torre · b8 preto cavalo · c8 preto bispo · d8 preto rainha · e8 preto rei · f8 preto bispo · h8 preto torre · a7 preto peão · b7 preto peão · c7 preto peão · e7 preto peão · f7 preto peão · g7 preto peão · h7 preto peão · f6 preto cavalo · d5 preto peão · d4 branco peão · f4 branco bispo · e3 branco peão · a2 branco peão · b2 branco peão · c2 branco peão · f2 branco peão · g2 branco peão · h2 branco peão · a1 branco torre · b1 branco cavalo · d1 branco rainha · e1 branco rei · f1 branco bispo · g1 branco cavalo · h1 branco torre | 4 |
| 3 | a8 preto torre · b8 preto cavalo · c8 preto bispo · d8 preto rainha · e8 preto rei · f8 preto bispo · h8 preto torre · a7 preto peão · b7 preto peão · c7 preto peão · e7 preto peão · f7 preto peão · g7 preto peão · h7 preto peão · f6 preto cavalo · d5 preto peão · d4 branco peão · f4 branco bispo · e3 branco peão · a2 branco peão · b2 branco peão · c2 branco peão · f2 branco peão · g2 branco peão · h2 branco peão · a1 branco torre · b1 branco cavalo · d1 branco rainha · e1 branco rei · f1 branco bispo · g1 branco cavalo · h1 branco torre | a8 preto torre · b8 preto cavalo · c8 preto bispo · d8 preto rainha · e8 preto rei · f8 preto bispo · h8 preto torre · a7 preto peão · b7 preto peão · c7 preto peão · e7 preto peão · f7 preto peão · g7 preto peão · h7 preto peão · f6 preto cavalo · d5 preto peão · d4 branco peão · f4 branco bispo · e3 branco peão · a2 branco peão · b2 branco peão · c2 branco peão · f2 branco peão · g2 branco peão · h2 branco peão · a1 branco torre · b1 branco cavalo · d1 branco rainha · e1 branco rei · f1 branco bispo · g1 branco cavalo · h1 branco torre | a8 preto torre · b8 preto cavalo · c8 preto bispo · d8 preto rainha · e8 preto rei · f8 preto bispo · h8 preto torre · a7 preto peão · b7 preto peão · c7 preto peão · e7 preto peão · f7 preto peão · g7 preto peão · h7 preto peão · f6 preto cavalo · d5 preto peão · d4 branco peão · f4 branco bispo · e3 branco peão · a2 branco peão · b2 branco peão · c2 branco peão · f2 branco peão · g2 branco peão · h2 branco peão · a1 branco torre · b1 branco cavalo · d1 branco rainha · e1 branco rei · f1 branco bispo · g1 branco cavalo · h1 branco torre | a8 preto torre · b8 preto cavalo · c8 preto bispo · d8 preto rainha · e8 preto rei · f8 preto bispo · h8 preto torre · a7 preto peão · b7 preto peão · c7 preto peão · e7 preto peão · f7 preto peão · g7 preto peão · h7 preto peão · f6 preto cavalo · d5 preto peão · d4 branco peão · f4 branco bispo · e3 branco peão · a2 branco peão · b2 branco peão · c2 branco peão · f2 branco peão · g2 branco peão · h2 branco peão · a1 branco torre · b1 branco cavalo · d1 branco rainha · e1 branco rei · f1 branco bispo · g1 branco cavalo · h1 branco torre | a8 preto torre · b8 preto cavalo · c8 preto bispo · d8 preto rainha · e8 preto rei · f8 preto bispo · h8 preto torre · a7 preto peão · b7 preto peão · c7 preto peão · e7 preto peão · f7 preto peão · g7 preto peão · h7 preto peão · f6 preto cavalo · d5 preto peão · d4 branco peão · f4 branco bispo · e3 branco peão · a2 branco peão · b2 branco peão · c2 branco peão · f2 branco peão · g2 branco peão · h2 branco peão · a1 branco torre · b1 branco cavalo · d1 branco rainha · e1 branco rei · f1 branco bispo · g1 branco cavalo · h1 branco torre | a8 preto torre · b8 preto cavalo · c8 preto bispo · d8 preto rainha · e8 preto rei · f8 preto bispo · h8 preto torre · a7 preto peão · b7 preto peão · c7 preto peão · e7 preto peão · f7 preto peão · g7 preto peão · h7 preto peão · f6 preto cavalo · d5 preto peão · d4 branco peão · f4 branco bispo · e3 branco peão · a2 branco peão · b2 branco peão · c2 branco peão · f2 branco peão · g2 branco peão · h2 branco peão · a1 branco torre · b1 branco cavalo · d1 branco rainha · e1 branco rei · f1 branco bispo · g1 branco cavalo · h1 branco torre | a8 preto torre · b8 preto cavalo · c8 preto bispo · d8 preto rainha · e8 preto rei · f8 preto bispo · h8 preto torre · a7 preto peão · b7 preto peão · c7 preto peão · e7 preto peão · f7 preto peão · g7 preto peão · h7 preto peão · f6 preto cavalo · d5 preto peão · d4 branco peão · f4 branco bispo · e3 branco peão · a2 branco peão · b2 branco peão · c2 branco peão · f2 branco peão · g2 branco peão · h2 branco peão · a1 branco torre · b1 branco cavalo · d1 branco rainha · e1 branco rei · f1 branco bispo · g1 branco cavalo · h1 branco torre | a8 preto torre · b8 preto cavalo · c8 preto bispo · d8 preto rainha · e8 preto rei · f8 preto bispo · h8 preto torre · a7 preto peão · b7 preto peão · c7 preto peão · e7 preto peão · f7 preto peão · g7 preto peão · h7 preto peão · f6 preto cavalo · d5 preto peão · d4 branco peão · f4 branco bispo · e3 branco peão · a2 branco peão · b2 branco peão · c2 branco peão · f2 branco peão · g2 branco peão · h2 branco peão · a1 branco torre · b1 branco cavalo · d1 branco rainha · e1 branco rei · f1 branco bispo · g1 branco cavalo · h1 branco torre | 3 |
| 2 | a8 preto torre · b8 preto cavalo · c8 preto bispo · d8 preto rainha · e8 preto rei · f8 preto bispo · h8 preto torre · a7 preto peão · b7 preto peão · c7 preto peão · e7 preto peão · f7 preto peão · g7 preto peão · h7 preto peão · f6 preto cavalo · d5 preto peão · d4 branco peão · f4 branco bispo · e3 branco peão · a2 branco peão · b2 branco peão · c2 branco peão · f2 branco peão · g2 branco peão · h2 branco peão · a1 branco torre · b1 branco cavalo · d1 branco rainha · e1 branco rei · f1 branco bispo · g1 branco cavalo · h1 branco torre | a8 preto torre · b8 preto cavalo · c8 preto bispo · d8 preto rainha · e8 preto rei · f8 preto bispo · h8 preto torre · a7 preto peão · b7 preto peão · c7 preto peão · e7 preto peão · f7 preto peão · g7 preto peão · h7 preto peão · f6 preto cavalo · d5 preto peão · d4 branco peão · f4 branco bispo · e3 branco peão · a2 branco peão · b2 branco peão · c2 branco peão · f2 branco peão · g2 branco peão · h2 branco peão · a1 branco torre · b1 branco cavalo · d1 branco rainha · e1 branco rei · f1 branco bispo · g1 branco cavalo · h1 branco torre | a8 preto torre · b8 preto cavalo · c8 preto bispo · d8 preto rainha · e8 preto rei · f8 preto bispo · h8 preto torre · a7 preto peão · b7 preto peão · c7 preto peão · e7 preto peão · f7 preto peão · g7 preto peão · h7 preto peão · f6 preto cavalo · d5 preto peão · d4 branco peão · f4 branco bispo · e3 branco peão · a2 branco peão · b2 branco peão · c2 branco peão · f2 branco peão · g2 branco peão · h2 branco peão · a1 branco torre · b1 branco cavalo · d1 branco rainha · e1 branco rei · f1 branco bispo · g1 branco cavalo · h1 branco torre | a8 preto torre · b8 preto cavalo · c8 preto bispo · d8 preto rainha · e8 preto rei · f8 preto bispo · h8 preto torre · a7 preto peão · b7 preto peão · c7 preto peão · e7 preto peão · f7 preto peão · g7 preto peão · h7 preto peão · f6 preto cavalo · d5 preto peão · d4 branco peão · f4 branco bispo · e3 branco peão · a2 branco peão · b2 branco peão · c2 branco peão · f2 branco peão · g2 branco peão · h2 branco peão · a1 branco torre · b1 branco cavalo · d1 branco rainha · e1 branco rei · f1 branco bispo · g1 branco cavalo · h1 branco torre | a8 preto torre · b8 preto cavalo · c8 preto bispo · d8 preto rainha · e8 preto rei · f8 preto bispo · h8 preto torre · a7 preto peão · b7 preto peão · c7 preto peão · e7 preto peão · f7 preto peão · g7 preto peão · h7 preto peão · f6 preto cavalo · d5 preto peão · d4 branco peão · f4 branco bispo · e3 branco peão · a2 branco peão · b2 branco peão · c2 branco peão · f2 branco peão · g2 branco peão · h2 branco peão · a1 branco torre · b1 branco cavalo · d1 branco rainha · e1 branco rei · f1 branco bispo · g1 branco cavalo · h1 branco torre | a8 preto torre · b8 preto cavalo · c8 preto bispo · d8 preto rainha · e8 preto rei · f8 preto bispo · h8 preto torre · a7 preto peão · b7 preto peão · c7 preto peão · e7 preto peão · f7 preto peão · g7 preto peão · h7 preto peão · f6 preto cavalo · d5 preto peão · d4 branco peão · f4 branco bispo · e3 branco peão · a2 branco peão · b2 branco peão · c2 branco peão · f2 branco peão · g2 branco peão · h2 branco peão · a1 branco torre · b1 branco cavalo · d1 branco rainha · e1 branco rei · f1 branco bispo · g1 branco cavalo · h1 branco torre | a8 preto torre · b8 preto cavalo · c8 preto bispo · d8 preto rainha · e8 preto rei · f8 preto bispo · h8 preto torre · a7 preto peão · b7 preto peão · c7 preto peão · e7 preto peão · f7 preto peão · g7 preto peão · h7 preto peão · f6 preto cavalo · d5 preto peão · d4 branco peão · f4 branco bispo · e3 branco peão · a2 branco peão · b2 branco peão · c2 branco peão · f2 branco peão · g2 branco peão · h2 branco peão · a1 branco torre · b1 branco cavalo · d1 branco rainha · e1 branco rei · f1 branco bispo · g1 branco cavalo · h1 branco torre | a8 preto torre · b8 preto cavalo · c8 preto bispo · d8 preto rainha · e8 preto rei · f8 preto bispo · h8 preto torre · a7 preto peão · b7 preto peão · c7 preto peão · e7 preto peão · f7 preto peão · g7 preto peão · h7 preto peão · f6 preto cavalo · d5 preto peão · d4 branco peão · f4 branco bispo · e3 branco peão · a2 branco peão · b2 branco peão · c2 branco peão · f2 branco peão · g2 branco peão · h2 branco peão · a1 branco torre · b1 branco cavalo · d1 branco rainha · e1 branco rei · f1 branco bispo · g1 branco cavalo · h1 branco torre | 2 |
| 1 | a8 preto torre · b8 preto cavalo · c8 preto bispo · d8 preto rainha · e8 preto rei · f8 preto bispo · h8 preto torre · a7 preto peão · b7 preto peão · c7 preto peão · e7 preto peão · f7 preto peão · g7 preto peão · h7 preto peão · f6 preto cavalo · d5 preto peão · d4 branco peão · f4 branco bispo · e3 branco peão · a2 branco peão · b2 branco peão · c2 branco peão · f2 branco peão · g2 branco peão · h2 branco peão · a1 branco torre · b1 branco cavalo · d1 branco rainha · e1 branco rei · f1 branco bispo · g1 branco cavalo · h1 branco torre | a8 preto torre · b8 preto cavalo · c8 preto bispo · d8 preto rainha · e8 preto rei · f8 preto bispo · h8 preto torre · a7 preto peão · b7 preto peão · c7 preto peão · e7 preto peão · f7 preto peão · g7 preto peão · h7 preto peão · f6 preto cavalo · d5 preto peão · d4 branco peão · f4 branco bispo · e3 branco peão · a2 branco peão · b2 branco peão · c2 branco peão · f2 branco peão · g2 branco peão · h2 branco peão · a1 branco torre · b1 branco cavalo · d1 branco rainha · e1 branco rei · f1 branco bispo · g1 branco cavalo · h1 branco torre | a8 preto torre · b8 preto cavalo · c8 preto bispo · d8 preto rainha · e8 preto rei · f8 preto bispo · h8 preto torre · a7 preto peão · b7 preto peão · c7 preto peão · e7 preto peão · f7 preto peão · g7 preto peão · h7 preto peão · f6 preto cavalo · d5 preto peão · d4 branco peão · f4 branco bispo · e3 branco peão · a2 branco peão · b2 branco peão · c2 branco peão · f2 branco peão · g2 branco peão · h2 branco peão · a1 branco torre · b1 branco cavalo · d1 branco rainha · e1 branco rei · f1 branco bispo · g1 branco cavalo · h1 branco torre | a8 preto torre · b8 preto cavalo · c8 preto bispo · d8 preto rainha · e8 preto rei · f8 preto bispo · h8 preto torre · a7 preto peão · b7 preto peão · c7 preto peão · e7 preto peão · f7 preto peão · g7 preto peão · h7 preto peão · f6 preto cavalo · d5 preto peão · d4 branco peão · f4 branco bispo · e3 branco peão · a2 branco peão · b2 branco peão · c2 branco peão · f2 branco peão · g2 branco peão · h2 branco peão · a1 branco torre · b1 branco cavalo · d1 branco rainha · e1 branco rei · f1 branco bispo · g1 branco cavalo · h1 branco torre | a8 preto torre · b8 preto cavalo · c8 preto bispo · d8 preto rainha · e8 preto rei · f8 preto bispo · h8 preto torre · a7 preto peão · b7 preto peão · c7 preto peão · e7 preto peão · f7 preto peão · g7 preto peão · h7 preto peão · f6 preto cavalo · d5 preto peão · d4 branco peão · f4 branco bispo · e3 branco peão · a2 branco peão · b2 branco peão · c2 branco peão · f2 branco peão · g2 branco peão · h2 branco peão · a1 branco torre · b1 branco cavalo · d1 branco rainha · e1 branco rei · f1 branco bispo · g1 branco cavalo · h1 branco torre | a8 preto torre · b8 preto cavalo · c8 preto bispo · d8 preto rainha · e8 preto rei · f8 preto bispo · h8 preto torre · a7 preto peão · b7 preto peão · c7 preto peão · e7 preto peão · f7 preto peão · g7 preto peão · h7 preto peão · f6 preto cavalo · d5 preto peão · d4 branco peão · f4 branco bispo · e3 branco peão · a2 branco peão · b2 branco peão · c2 branco peão · f2 branco peão · g2 branco peão · h2 branco peão · a1 branco torre · b1 branco cavalo · d1 branco rainha · e1 branco rei · f1 branco bispo · g1 branco cavalo · h1 branco torre | a8 preto torre · b8 preto cavalo · c8 preto bispo · d8 preto rainha · e8 preto rei · f8 preto bispo · h8 preto torre · a7 preto peão · b7 preto peão · c7 preto peão · e7 preto peão · f7 preto peão · g7 preto peão · h7 preto peão · f6 preto cavalo · d5 preto peão · d4 branco peão · f4 branco bispo · e3 branco peão · a2 branco peão · b2 branco peão · c2 branco peão · f2 branco peão · g2 branco peão · h2 branco peão · a1 branco torre · b1 branco cavalo · d1 branco rainha · e1 branco rei · f1 branco bispo · g1 branco cavalo · h1 branco torre | a8 preto torre · b8 preto cavalo · c8 preto bispo · d8 preto rainha · e8 preto rei · f8 preto bispo · h8 preto torre · a7 preto peão · b7 preto peão · c7 preto peão · e7 preto peão · f7 preto peão · g7 preto peão · h7 preto peão · f6 preto cavalo · d5 preto peão · d4 branco peão · f4 branco bispo · e3 branco peão · a2 branco peão · b2 branco peão · c2 branco peão · f2 branco peão · g2 branco peão · h2 branco peão · a1 branco torre · b1 branco cavalo · d1 branco rainha · e1 branco rei · f1 branco bispo · g1 branco cavalo · h1 branco torre | 1 |
|   | a | b | c | d | e | f | g | h |   |

### Sistema Rapport–Jobava
|   | a | b | c | d | e | f | g | h |   |
| 8 | a8 preto torre · d8 preto rainha · e8 preto rei · f8 preto bispo · h8 preto torre · a7 preto peão · b7 preto peão · e7 preto peão · f7 preto peão · g7 preto peão · h7 preto peão · c6 preto cavalo · f6 preto cavalo · d5 preto peão · f5 preto bispo · d4 branco peão · f4 branco bispo · c3 branco cavalo · a2 branco peão · b2 branco peão · c2 branco peão · d2 branco rainha · f2 branco peão · g2 branco peão · h2 branco peão · c1 branco rei · d1 branco torre · f1 branco bispo · g1 branco cavalo · h1 branco torre | a8 preto torre · d8 preto rainha · e8 preto rei · f8 preto bispo · h8 preto torre · a7 preto peão · b7 preto peão · e7 preto peão · f7 preto peão · g7 preto peão · h7 preto peão · c6 preto cavalo · f6 preto cavalo · d5 preto peão · f5 preto bispo · d4 branco peão · f4 branco bispo · c3 branco cavalo · a2 branco peão · b2 branco peão · c2 branco peão · d2 branco rainha · f2 branco peão · g2 branco peão · h2 branco peão · c1 branco rei · d1 branco torre · f1 branco bispo · g1 branco cavalo · h1 branco torre | a8 preto torre · d8 preto rainha · e8 preto rei · f8 preto bispo · h8 preto torre · a7 preto peão · b7 preto peão · e7 preto peão · f7 preto peão · g7 preto peão · h7 preto peão · c6 preto cavalo · f6 preto cavalo · d5 preto peão · f5 preto bispo · d4 branco peão · f4 branco bispo · c3 branco cavalo · a2 branco peão · b2 branco peão · c2 branco peão · d2 branco rainha · f2 branco peão · g2 branco peão · h2 branco peão · c1 branco rei · d1 branco torre · f1 branco bispo · g1 branco cavalo · h1 branco torre | a8 preto torre · d8 preto rainha · e8 preto rei · f8 preto bispo · h8 preto torre · a7 preto peão · b7 preto peão · e7 preto peão · f7 preto peão · g7 preto peão · h7 preto peão · c6 preto cavalo · f6 preto cavalo · d5 preto peão · f5 preto bispo · d4 branco peão · f4 branco bispo · c3 branco cavalo · a2 branco peão · b2 branco peão · c2 branco peão · d2 branco rainha · f2 branco peão · g2 branco peão · h2 branco peão · c1 branco rei · d1 branco torre · f1 branco bispo · g1 branco cavalo · h1 branco torre | a8 preto torre · d8 preto rainha · e8 preto rei · f8 preto bispo · h8 preto torre · a7 preto peão · b7 preto peão · e7 preto peão · f7 preto peão · g7 preto peão · h7 preto peão · c6 preto cavalo · f6 preto cavalo · d5 preto peão · f5 preto bispo · d4 branco peão · f4 branco bispo · c3 branco cavalo · a2 branco peão · b2 branco peão · c2 branco peão · d2 branco rainha · f2 branco peão · g2 branco peão · h2 branco peão · c1 branco rei · d1 branco torre · f1 branco bispo · g1 branco cavalo · h1 branco torre | a8 preto torre · d8 preto rainha · e8 preto rei · f8 preto bispo · h8 preto torre · a7 preto peão · b7 preto peão · e7 preto peão · f7 preto peão · g7 preto peão · h7 preto peão · c6 preto cavalo · f6 preto cavalo · d5 preto peão · f5 preto bispo · d4 branco peão · f4 branco bispo · c3 branco cavalo · a2 branco peão · b2 branco peão · c2 branco peão · d2 branco rainha · f2 branco peão · g2 branco peão · h2 branco peão · c1 branco rei · d1 branco torre · f1 branco bispo · g1 branco cavalo · h1 branco torre | a8 preto torre · d8 preto rainha · e8 preto rei · f8 preto bispo · h8 preto torre · a7 preto peão · b7 preto peão · e7 preto peão · f7 preto peão · g7 preto peão · h7 preto peão · c6 preto cavalo · f6 preto cavalo · d5 preto peão · f5 preto bispo · d4 branco peão · f4 branco bispo · c3 branco cavalo · a2 branco peão · b2 branco peão · c2 branco peão · d2 branco rainha · f2 branco peão · g2 branco peão · h2 branco peão · c1 branco rei · d1 branco torre · f1 branco bispo · g1 branco cavalo · h1 branco torre | a8 preto torre · d8 preto rainha · e8 preto rei · f8 preto bispo · h8 preto torre · a7 preto peão · b7 preto peão · e7 preto peão · f7 preto peão · g7 preto peão · h7 preto peão · c6 preto cavalo · f6 preto cavalo · d5 preto peão · f5 preto bispo · d4 branco peão · f4 branco bispo · c3 branco cavalo · a2 branco peão · b2 branco peão · c2 branco peão · d2 branco rainha · f2 branco peão · g2 branco peão · h2 branco peão · c1 branco rei · d1 branco torre · f1 branco bispo · g1 branco cavalo · h1 branco torre | 8 |
| 7 | a8 preto torre · d8 preto rainha · e8 preto rei · f8 preto bispo · h8 preto torre · a7 preto peão · b7 preto peão · e7 preto peão · f7 preto peão · g7 preto peão · h7 preto peão · c6 preto cavalo · f6 preto cavalo · d5 preto peão · f5 preto bispo · d4 branco peão · f4 branco bispo · c3 branco cavalo · a2 branco peão · b2 branco peão · c2 branco peão · d2 branco rainha · f2 branco peão · g2 branco peão · h2 branco peão · c1 branco rei · d1 branco torre · f1 branco bispo · g1 branco cavalo · h1 branco torre | a8 preto torre · d8 preto rainha · e8 preto rei · f8 preto bispo · h8 preto torre · a7 preto peão · b7 preto peão · e7 preto peão · f7 preto peão · g7 preto peão · h7 preto peão · c6 preto cavalo · f6 preto cavalo · d5 preto peão · f5 preto bispo · d4 branco peão · f4 branco bispo · c3 branco cavalo · a2 branco peão · b2 branco peão · c2 branco peão · d2 branco rainha · f2 branco peão · g2 branco peão · h2 branco peão · c1 branco rei · d1 branco torre · f1 branco bispo · g1 branco cavalo · h1 branco torre | a8 preto torre · d8 preto rainha · e8 preto rei · f8 preto bispo · h8 preto torre · a7 preto peão · b7 preto peão · e7 preto peão · f7 preto peão · g7 preto peão · h7 preto peão · c6 preto cavalo · f6 preto cavalo · d5 preto peão · f5 preto bispo · d4 branco peão · f4 branco bispo · c3 branco cavalo · a2 branco peão · b2 branco peão · c2 branco peão · d2 branco rainha · f2 branco peão · g2 branco peão · h2 branco peão · c1 branco rei · d1 branco torre · f1 branco bispo · g1 branco cavalo · h1 branco torre | a8 preto torre · d8 preto rainha · e8 preto rei · f8 preto bispo · h8 preto torre · a7 preto peão · b7 preto peão · e7 preto peão · f7 preto peão · g7 preto peão · h7 preto peão · c6 preto cavalo · f6 preto cavalo · d5 preto peão · f5 preto bispo · d4 branco peão · f4 branco bispo · c3 branco cavalo · a2 branco peão · b2 branco peão · c2 branco peão · d2 branco rainha · f2 branco peão · g2 branco peão · h2 branco peão · c1 branco rei · d1 branco torre · f1 branco bispo · g1 branco cavalo · h1 branco torre | a8 preto torre · d8 preto rainha · e8 preto rei · f8 preto bispo · h8 preto torre · a7 preto peão · b7 preto peão · e7 preto peão · f7 preto peão · g7 preto peão · h7 preto peão · c6 preto cavalo · f6 preto cavalo · d5 preto peão · f5 preto bispo · d4 branco peão · f4 branco bispo · c3 branco cavalo · a2 branco peão · b2 branco peão · c2 branco peão · d2 branco rainha · f2 branco peão · g2 branco peão · h2 branco peão · c1 branco rei · d1 branco torre · f1 branco bispo · g1 branco cavalo · h1 branco torre | a8 preto torre · d8 preto rainha · e8 preto rei · f8 preto bispo · h8 preto torre · a7 preto peão · b7 preto peão · e7 preto peão · f7 preto peão · g7 preto peão · h7 preto peão · c6 preto cavalo · f6 preto cavalo · d5 preto peão · f5 preto bispo · d4 branco peão · f4 branco bispo · c3 branco cavalo · a2 branco peão · b2 branco peão · c2 branco peão · d2 branco rainha · f2 branco peão · g2 branco peão · h2 branco peão · c1 branco rei · d1 branco torre · f1 branco bispo · g1 branco cavalo · h1 branco torre | a8 preto torre · d8 preto rainha · e8 preto rei · f8 preto bispo · h8 preto torre · a7 preto peão · b7 preto peão · e7 preto peão · f7 preto peão · g7 preto peão · h7 preto peão · c6 preto cavalo · f6 preto cavalo · d5 preto peão · f5 preto bispo · d4 branco peão · f4 branco bispo · c3 branco cavalo · a2 branco peão · b2 branco peão · c2 branco peão · d2 branco rainha · f2 branco peão · g2 branco peão · h2 branco peão · c1 branco rei · d1 branco torre · f1 branco bispo · g1 branco cavalo · h1 branco torre | a8 preto torre · d8 preto rainha · e8 preto rei · f8 preto bispo · h8 preto torre · a7 preto peão · b7 preto peão · e7 preto peão · f7 preto peão · g7 preto peão · h7 preto peão · c6 preto cavalo · f6 preto cavalo · d5 preto peão · f5 preto bispo · d4 branco peão · f4 branco bispo · c3 branco cavalo · a2 branco peão · b2 branco peão · c2 branco peão · d2 branco rainha · f2 branco peão · g2 branco peão · h2 branco peão · c1 branco rei · d1 branco torre · f1 branco bispo · g1 branco cavalo · h1 branco torre | 7 |
| 6 | a8 preto torre · d8 preto rainha · e8 preto rei · f8 preto bispo · h8 preto torre · a7 preto peão · b7 preto peão · e7 preto peão · f7 preto peão · g7 preto peão · h7 preto peão · c6 preto cavalo · f6 preto cavalo · d5 preto peão · f5 preto bispo · d4 branco peão · f4 branco bispo · c3 branco cavalo · a2 branco peão · b2 branco peão · c2 branco peão · d2 branco rainha · f2 branco peão · g2 branco peão · h2 branco peão · c1 branco rei · d1 branco torre · f1 branco bispo · g1 branco cavalo · h1 branco torre | a8 preto torre · d8 preto rainha · e8 preto rei · f8 preto bispo · h8 preto torre · a7 preto peão · b7 preto peão · e7 preto peão · f7 preto peão · g7 preto peão · h7 preto peão · c6 preto cavalo · f6 preto cavalo · d5 preto peão · f5 preto bispo · d4 branco peão · f4 branco bispo · c3 branco cavalo · a2 branco peão · b2 branco peão · c2 branco peão · d2 branco rainha · f2 branco peão · g2 branco peão · h2 branco peão · c1 branco rei · d1 branco torre · f1 branco bispo · g1 branco cavalo · h1 branco torre | a8 preto torre · d8 preto rainha · e8 preto rei · f8 preto bispo · h8 preto torre · a7 preto peão · b7 preto peão · e7 preto peão · f7 preto peão · g7 preto peão · h7 preto peão · c6 preto cavalo · f6 preto cavalo · d5 preto peão · f5 preto bispo · d4 branco peão · f4 branco bispo · c3 branco cavalo · a2 branco peão · b2 branco peão · c2 branco peão · d2 branco rainha · f2 branco peão · g2 branco peão · h2 branco peão · c1 branco rei · d1 branco torre · f1 branco bispo · g1 branco cavalo · h1 branco torre | a8 preto torre · d8 preto rainha · e8 preto rei · f8 preto bispo · h8 preto torre · a7 preto peão · b7 preto peão · e7 preto peão · f7 preto peão · g7 preto peão · h7 preto peão · c6 preto cavalo · f6 preto cavalo · d5 preto peão · f5 preto bispo · d4 branco peão · f4 branco bispo · c3 branco cavalo · a2 branco peão · b2 branco peão · c2 branco peão · d2 branco rainha · f2 branco peão · g2 branco peão · h2 branco peão · c1 branco rei · d1 branco torre · f1 branco bispo · g1 branco cavalo · h1 branco torre | a8 preto torre · d8 preto rainha · e8 preto rei · f8 preto bispo · h8 preto torre · a7 preto peão · b7 preto peão · e7 preto peão · f7 preto peão · g7 preto peão · h7 preto peão · c6 preto cavalo · f6 preto cavalo · d5 preto peão · f5 preto bispo · d4 branco peão · f4 branco bispo · c3 branco cavalo · a2 branco peão · b2 branco peão · c2 branco peão · d2 branco rainha · f2 branco peão · g2 branco peão · h2 branco peão · c1 branco rei · d1 branco torre · f1 branco bispo · g1 branco cavalo · h1 branco torre | a8 preto torre · d8 preto rainha · e8 preto rei · f8 preto bispo · h8 preto torre · a7 preto peão · b7 preto peão · e7 preto peão · f7 preto peão · g7 preto peão · h7 preto peão · c6 preto cavalo · f6 preto cavalo · d5 preto peão · f5 preto bispo · d4 branco peão · f4 branco bispo · c3 branco cavalo · a2 branco peão · b2 branco peão · c2 branco peão · d2 branco rainha · f2 branco peão · g2 branco peão · h2 branco peão · c1 branco rei · d1 branco torre · f1 branco bispo · g1 branco cavalo · h1 branco torre | a8 preto torre · d8 preto rainha · e8 preto rei · f8 preto bispo · h8 preto torre · a7 preto peão · b7 preto peão · e7 preto peão · f7 preto peão · g7 preto peão · h7 preto peão · c6 preto cavalo · f6 preto cavalo · d5 preto peão · f5 preto bispo · d4 branco peão · f4 branco bispo · c3 branco cavalo · a2 branco peão · b2 branco peão · c2 branco peão · d2 branco rainha · f2 branco peão · g2 branco peão · h2 branco peão · c1 branco rei · d1 branco torre · f1 branco bispo · g1 branco cavalo · h1 branco torre | a8 preto torre · d8 preto rainha · e8 preto rei · f8 preto bispo · h8 preto torre · a7 preto peão · b7 preto peão · e7 preto peão · f7 preto peão · g7 preto peão · h7 preto peão · c6 preto cavalo · f6 preto cavalo · d5 preto peão · f5 preto bispo · d4 branco peão · f4 branco bispo · c3 branco cavalo · a2 branco peão · b2 branco peão · c2 branco peão · d2 branco rainha · f2 branco peão · g2 branco peão · h2 branco peão · c1 branco rei · d1 branco torre · f1 branco bispo · g1 branco cavalo · h1 branco torre | 6 |
| 5 | a8 preto torre · d8 preto rainha · e8 preto rei · f8 preto bispo · h8 preto torre · a7 preto peão · b7 preto peão · e7 preto peão · f7 preto peão · g7 preto peão · h7 preto peão · c6 preto cavalo · f6 preto cavalo · d5 preto peão · f5 preto bispo · d4 branco peão · f4 branco bispo · c3 branco cavalo · a2 branco peão · b2 branco peão · c2 branco peão · d2 branco rainha · f2 branco peão · g2 branco peão · h2 branco peão · c1 branco rei · d1 branco torre · f1 branco bispo · g1 branco cavalo · h1 branco torre | a8 preto torre · d8 preto rainha · e8 preto rei · f8 preto bispo · h8 preto torre · a7 preto peão · b7 preto peão · e7 preto peão · f7 preto peão · g7 preto peão · h7 preto peão · c6 preto cavalo · f6 preto cavalo · d5 preto peão · f5 preto bispo · d4 branco peão · f4 branco bispo · c3 branco cavalo · a2 branco peão · b2 branco peão · c2 branco peão · d2 branco rainha · f2 branco peão · g2 branco peão · h2 branco peão · c1 branco rei · d1 branco torre · f1 branco bispo · g1 branco cavalo · h1 branco torre | a8 preto torre · d8 preto rainha · e8 preto rei · f8 preto bispo · h8 preto torre · a7 preto peão · b7 preto peão · e7 preto peão · f7 preto peão · g7 preto peão · h7 preto peão · c6 preto cavalo · f6 preto cavalo · d5 preto peão · f5 preto bispo · d4 branco peão · f4 branco bispo · c3 branco cavalo · a2 branco peão · b2 branco peão · c2 branco peão · d2 branco rainha · f2 branco peão · g2 branco peão · h2 branco peão · c1 branco rei · d1 branco torre · f1 branco bispo · g1 branco cavalo · h1 branco torre | a8 preto torre · d8 preto rainha · e8 preto rei · f8 preto bispo · h8 preto torre · a7 preto peão · b7 preto peão · e7 preto peão · f7 preto peão · g7 preto peão · h7 preto peão · c6 preto cavalo · f6 preto cavalo · d5 preto peão · f5 preto bispo · d4 branco peão · f4 branco bispo · c3 branco cavalo · a2 branco peão · b2 branco peão · c2 branco peão · d2 branco rainha · f2 branco peão · g2 branco peão · h2 branco peão · c1 branco rei · d1 branco torre · f1 branco bispo · g1 branco cavalo · h1 branco torre | a8 preto torre · d8 preto rainha · e8 preto rei · f8 preto bispo · h8 preto torre · a7 preto peão · b7 preto peão · e7 preto peão · f7 preto peão · g7 preto peão · h7 preto peão · c6 preto cavalo · f6 preto cavalo · d5 preto peão · f5 preto bispo · d4 branco peão · f4 branco bispo · c3 branco cavalo · a2 branco peão · b2 branco peão · c2 branco peão · d2 branco rainha · f2 branco peão · g2 branco peão · h2 branco peão · c1 branco rei · d1 branco torre · f1 branco bispo · g1 branco cavalo · h1 branco torre | a8 preto torre · d8 preto rainha · e8 preto rei · f8 preto bispo · h8 preto torre · a7 preto peão · b7 preto peão · e7 preto peão · f7 preto peão · g7 preto peão · h7 preto peão · c6 preto cavalo · f6 preto cavalo · d5 preto peão · f5 preto bispo · d4 branco peão · f4 branco bispo · c3 branco cavalo · a2 branco peão · b2 branco peão · c2 branco peão · d2 branco rainha · f2 branco peão · g2 branco peão · h2 branco peão · c1 branco rei · d1 branco torre · f1 branco bispo · g1 branco cavalo · h1 branco torre | a8 preto torre · d8 preto rainha · e8 preto rei · f8 preto bispo · h8 preto torre · a7 preto peão · b7 preto peão · e7 preto peão · f7 preto peão · g7 preto peão · h7 preto peão · c6 preto cavalo · f6 preto cavalo · d5 preto peão · f5 preto bispo · d4 branco peão · f4 branco bispo · c3 branco cavalo · a2 branco peão · b2 branco peão · c2 branco peão · d2 branco rainha · f2 branco peão · g2 branco peão · h2 branco peão · c1 branco rei · d1 branco torre · f1 branco bispo · g1 branco cavalo · h1 branco torre | a8 preto torre · d8 preto rainha · e8 preto rei · f8 preto bispo · h8 preto torre · a7 preto peão · b7 preto peão · e7 preto peão · f7 preto peão · g7 preto peão · h7 preto peão · c6 preto cavalo · f6 preto cavalo · d5 preto peão · f5 preto bispo · d4 branco peão · f4 branco bispo · c3 branco cavalo · a2 branco peão · b2 branco peão · c2 branco peão · d2 branco rainha · f2 branco peão · g2 branco peão · h2 branco peão · c1 branco rei · d1 branco torre · f1 branco bispo · g1 branco cavalo · h1 branco torre | 5 |
| 4 | a8 preto torre · d8 preto rainha · e8 preto rei · f8 preto bispo · h8 preto torre · a7 preto peão · b7 preto peão · e7 preto peão · f7 preto peão · g7 preto peão · h7 preto peão · c6 preto cavalo · f6 preto cavalo · d5 preto peão · f5 preto bispo · d4 branco peão · f4 branco bispo · c3 branco cavalo · a2 branco peão · b2 branco peão · c2 branco peão · d2 branco rainha · f2 branco peão · g2 branco peão · h2 branco peão · c1 branco rei · d1 branco torre · f1 branco bispo · g1 branco cavalo · h1 branco torre | a8 preto torre · d8 preto rainha · e8 preto rei · f8 preto bispo · h8 preto torre · a7 preto peão · b7 preto peão · e7 preto peão · f7 preto peão · g7 preto peão · h7 preto peão · c6 preto cavalo · f6 preto cavalo · d5 preto peão · f5 preto bispo · d4 branco peão · f4 branco bispo · c3 branco cavalo · a2 branco peão · b2 branco peão · c2 branco peão · d2 branco rainha · f2 branco peão · g2 branco peão · h2 branco peão · c1 branco rei · d1 branco torre · f1 branco bispo · g1 branco cavalo · h1 branco torre | a8 preto torre · d8 preto rainha · e8 preto rei · f8 preto bispo · h8 preto torre · a7 preto peão · b7 preto peão · e7 preto peão · f7 preto peão · g7 preto peão · h7 preto peão · c6 preto cavalo · f6 preto cavalo · d5 preto peão · f5 preto bispo · d4 branco peão · f4 branco bispo · c3 branco cavalo · a2 branco peão · b2 branco peão · c2 branco peão · d2 branco rainha · f2 branco peão · g2 branco peão · h2 branco peão · c1 branco rei · d1 branco torre · f1 branco bispo · g1 branco cavalo · h1 branco torre | a8 preto torre · d8 preto rainha · e8 preto rei · f8 preto bispo · h8 preto torre · a7 preto peão · b7 preto peão · e7 preto peão · f7 preto peão · g7 preto peão · h7 preto peão · c6 preto cavalo · f6 preto cavalo · d5 preto peão · f5 preto bispo · d4 branco peão · f4 branco bispo · c3 branco cavalo · a2 branco peão · b2 branco peão · c2 branco peão · d2 branco rainha · f2 branco peão · g2 branco peão · h2 branco peão · c1 branco rei · d1 branco torre · f1 branco bispo · g1 branco cavalo · h1 branco torre | a8 preto torre · d8 preto rainha · e8 preto rei · f8 preto bispo · h8 preto torre · a7 preto peão · b7 preto peão · e7 preto peão · f7 preto peão · g7 preto peão · h7 preto peão · c6 preto cavalo · f6 preto cavalo · d5 preto peão · f5 preto bispo · d4 branco peão · f4 branco bispo · c3 branco cavalo · a2 branco peão · b2 branco peão · c2 branco peão · d2 branco rainha · f2 branco peão · g2 branco peão · h2 branco peão · c1 branco rei · d1 branco torre · f1 branco bispo · g1 branco cavalo · h1 branco torre | a8 preto torre · d8 preto rainha · e8 preto rei · f8 preto bispo · h8 preto torre · a7 preto peão · b7 preto peão · e7 preto peão · f7 preto peão · g7 preto peão · h7 preto peão · c6 preto cavalo · f6 preto cavalo · d5 preto peão · f5 preto bispo · d4 branco peão · f4 branco bispo · c3 branco cavalo · a2 branco peão · b2 branco peão · c2 branco peão · d2 branco rainha · f2 branco peão · g2 branco peão · h2 branco peão · c1 branco rei · d1 branco torre · f1 branco bispo · g1 branco cavalo · h1 branco torre | a8 preto torre · d8 preto rainha · e8 preto rei · f8 preto bispo · h8 preto torre · a7 preto peão · b7 preto peão · e7 preto peão · f7 preto peão · g7 preto peão · h7 preto peão · c6 preto cavalo · f6 preto cavalo · d5 preto peão · f5 preto bispo · d4 branco peão · f4 branco bispo · c3 branco cavalo · a2 branco peão · b2 branco peão · c2 branco peão · d2 branco rainha · f2 branco peão · g2 branco peão · h2 branco peão · c1 branco rei · d1 branco torre · f1 branco bispo · g1 branco cavalo · h1 branco torre | a8 preto torre · d8 preto rainha · e8 preto rei · f8 preto bispo · h8 preto torre · a7 preto peão · b7 preto peão · e7 preto peão · f7 preto peão · g7 preto peão · h7 preto peão · c6 preto cavalo · f6 preto cavalo · d5 preto peão · f5 preto bispo · d4 branco peão · f4 branco bispo · c3 branco cavalo · a2 branco peão · b2 branco peão · c2 branco peão · d2 branco rainha · f2 branco peão · g2 branco peão · h2 branco peão · c1 branco rei · d1 branco torre · f1 branco bispo · g1 branco cavalo · h1 branco torre | 4 |
| 3 | a8 preto torre · d8 preto rainha · e8 preto rei · f8 preto bispo · h8 preto torre · a7 preto peão · b7 preto peão · e7 preto peão · f7 preto peão · g7 preto peão · h7 preto peão · c6 preto cavalo · f6 preto cavalo · d5 preto peão · f5 preto bispo · d4 branco peão · f4 branco bispo · c3 branco cavalo · a2 branco peão · b2 branco peão · c2 branco peão · d2 branco rainha · f2 branco peão · g2 branco peão · h2 branco peão · c1 branco rei · d1 branco torre · f1 branco bispo · g1 branco cavalo · h1 branco torre | a8 preto torre · d8 preto rainha · e8 preto rei · f8 preto bispo · h8 preto torre · a7 preto peão · b7 preto peão · e7 preto peão · f7 preto peão · g7 preto peão · h7 preto peão · c6 preto cavalo · f6 preto cavalo · d5 preto peão · f5 preto bispo · d4 branco peão · f4 branco bispo · c3 branco cavalo · a2 branco peão · b2 branco peão · c2 branco peão · d2 branco rainha · f2 branco peão · g2 branco peão · h2 branco peão · c1 branco rei · d1 branco torre · f1 branco bispo · g1 branco cavalo · h1 branco torre | a8 preto torre · d8 preto rainha · e8 preto rei · f8 preto bispo · h8 preto torre · a7 preto peão · b7 preto peão · e7 preto peão · f7 preto peão · g7 preto peão · h7 preto peão · c6 preto cavalo · f6 preto cavalo · d5 preto peão · f5 preto bispo · d4 branco peão · f4 branco bispo · c3 branco cavalo · a2 branco peão · b2 branco peão · c2 branco peão · d2 branco rainha · f2 branco peão · g2 branco peão · h2 branco peão · c1 branco rei · d1 branco torre · f1 branco bispo · g1 branco cavalo · h1 branco torre | a8 preto torre · d8 preto rainha · e8 preto rei · f8 preto bispo · h8 preto torre · a7 preto peão · b7 preto peão · e7 preto peão · f7 preto peão · g7 preto peão · h7 preto peão · c6 preto cavalo · f6 preto cavalo · d5 preto peão · f5 preto bispo · d4 branco peão · f4 branco bispo · c3 branco cavalo · a2 branco peão · b2 branco peão · c2 branco peão · d2 branco rainha · f2 branco peão · g2 branco peão · h2 branco peão · c1 branco rei · d1 branco torre · f1 branco bispo · g1 branco cavalo · h1 branco torre | a8 preto torre · d8 preto rainha · e8 preto rei · f8 preto bispo · h8 preto torre · a7 preto peão · b7 preto peão · e7 preto peão · f7 preto peão · g7 preto peão · h7 preto peão · c6 preto cavalo · f6 preto cavalo · d5 preto peão · f5 preto bispo · d4 branco peão · f4 branco bispo · c3 branco cavalo · a2 branco peão · b2 branco peão · c2 branco peão · d2 branco rainha · f2 branco peão · g2 branco peão · h2 branco peão · c1 branco rei · d1 branco torre · f1 branco bispo · g1 branco cavalo · h1 branco torre | a8 preto torre · d8 preto rainha · e8 preto rei · f8 preto bispo · h8 preto torre · a7 preto peão · b7 preto peão · e7 preto peão · f7 preto peão · g7 preto peão · h7 preto peão · c6 preto cavalo · f6 preto cavalo · d5 preto peão · f5 preto bispo · d4 branco peão · f4 branco bispo · c3 branco cavalo · a2 branco peão · b2 branco peão · c2 branco peão · d2 branco rainha · f2 branco peão · g2 branco peão · h2 branco peão · c1 branco rei · d1 branco torre · f1 branco bispo · g1 branco cavalo · h1 branco torre | a8 preto torre · d8 preto rainha · e8 preto rei · f8 preto bispo · h8 preto torre · a7 preto peão · b7 preto peão · e7 preto peão · f7 preto peão · g7 preto peão · h7 preto peão · c6 preto cavalo · f6 preto cavalo · d5 preto peão · f5 preto bispo · d4 branco peão · f4 branco bispo · c3 branco cavalo · a2 branco peão · b2 branco peão · c2 branco peão · d2 branco rainha · f2 branco peão · g2 branco peão · h2 branco peão · c1 branco rei · d1 branco torre · f1 branco bispo · g1 branco cavalo · h1 branco torre | a8 preto torre · d8 preto rainha · e8 preto rei · f8 preto bispo · h8 preto torre · a7 preto peão · b7 preto peão · e7 preto peão · f7 preto peão · g7 preto peão · h7 preto peão · c6 preto cavalo · f6 preto cavalo · d5 preto peão · f5 preto bispo · d4 branco peão · f4 branco bispo · c3 branco cavalo · a2 branco peão · b2 branco peão · c2 branco peão · d2 branco rainha · f2 branco peão · g2 branco peão · h2 branco peão · c1 branco rei · d1 branco torre · f1 branco bispo · g1 branco cavalo · h1 branco torre | 3 |
| 2 | a8 preto torre · d8 preto rainha · e8 preto rei · f8 preto bispo · h8 preto torre · a7 preto peão · b7 preto peão · e7 preto peão · f7 preto peão · g7 preto peão · h7 preto peão · c6 preto cavalo · f6 preto cavalo · d5 preto peão · f5 preto bispo · d4 branco peão · f4 branco bispo · c3 branco cavalo · a2 branco peão · b2 branco peão · c2 branco peão · d2 branco rainha · f2 branco peão · g2 branco peão · h2 branco peão · c1 branco rei · d1 branco torre · f1 branco bispo · g1 branco cavalo · h1 branco torre | a8 preto torre · d8 preto rainha · e8 preto rei · f8 preto bispo · h8 preto torre · a7 preto peão · b7 preto peão · e7 preto peão · f7 preto peão · g7 preto peão · h7 preto peão · c6 preto cavalo · f6 preto cavalo · d5 preto peão · f5 preto bispo · d4 branco peão · f4 branco bispo · c3 branco cavalo · a2 branco peão · b2 branco peão · c2 branco peão · d2 branco rainha · f2 branco peão · g2 branco peão · h2 branco peão · c1 branco rei · d1 branco torre · f1 branco bispo · g1 branco cavalo · h1 branco torre | a8 preto torre · d8 preto rainha · e8 preto rei · f8 preto bispo · h8 preto torre · a7 preto peão · b7 preto peão · e7 preto peão · f7 preto peão · g7 preto peão · h7 preto peão · c6 preto cavalo · f6 preto cavalo · d5 preto peão · f5 preto bispo · d4 branco peão · f4 branco bispo · c3 branco cavalo · a2 branco peão · b2 branco peão · c2 branco peão · d2 branco rainha · f2 branco peão · g2 branco peão · h2 branco peão · c1 branco rei · d1 branco torre · f1 branco bispo · g1 branco cavalo · h1 branco torre | a8 preto torre · d8 preto rainha · e8 preto rei · f8 preto bispo · h8 preto torre · a7 preto peão · b7 preto peão · e7 preto peão · f7 preto peão · g7 preto peão · h7 preto peão · c6 preto cavalo · f6 preto cavalo · d5 preto peão · f5 preto bispo · d4 branco peão · f4 branco bispo · c3 branco cavalo · a2 branco peão · b2 branco peão · c2 branco peão · d2 branco rainha · f2 branco peão · g2 branco peão · h2 branco peão · c1 branco rei · d1 branco torre · f1 branco bispo · g1 branco cavalo · h1 branco torre | a8 preto torre · d8 preto rainha · e8 preto rei · f8 preto bispo · h8 preto torre · a7 preto peão · b7 preto peão · e7 preto peão · f7 preto peão · g7 preto peão · h7 preto peão · c6 preto cavalo · f6 preto cavalo · d5 preto peão · f5 preto bispo · d4 branco peão · f4 branco bispo · c3 branco cavalo · a2 branco peão · b2 branco peão · c2 branco peão · d2 branco rainha · f2 branco peão · g2 branco peão · h2 branco peão · c1 branco rei · d1 branco torre · f1 branco bispo · g1 branco cavalo · h1 branco torre | a8 preto torre · d8 preto rainha · e8 preto rei · f8 preto bispo · h8 preto torre · a7 preto peão · b7 preto peão · e7 preto peão · f7 preto peão · g7 preto peão · h7 preto peão · c6 preto cavalo · f6 preto cavalo · d5 preto peão · f5 preto bispo · d4 branco peão · f4 branco bispo · c3 branco cavalo · a2 branco peão · b2 branco peão · c2 branco peão · d2 branco rainha · f2 branco peão · g2 branco peão · h2 branco peão · c1 branco rei · d1 branco torre · f1 branco bispo · g1 branco cavalo · h1 branco torre | a8 preto torre · d8 preto rainha · e8 preto rei · f8 preto bispo · h8 preto torre · a7 preto peão · b7 preto peão · e7 preto peão · f7 preto peão · g7 preto peão · h7 preto peão · c6 preto cavalo · f6 preto cavalo · d5 preto peão · f5 preto bispo · d4 branco peão · f4 branco bispo · c3 branco cavalo · a2 branco peão · b2 branco peão · c2 branco peão · d2 branco rainha · f2 branco peão · g2 branco peão · h2 branco peão · c1 branco rei · d1 branco torre · f1 branco bispo · g1 branco cavalo · h1 branco torre | a8 preto torre · d8 preto rainha · e8 preto rei · f8 preto bispo · h8 preto torre · a7 preto peão · b7 preto peão · e7 preto peão · f7 preto peão · g7 preto peão · h7 preto peão · c6 preto cavalo · f6 preto cavalo · d5 preto peão · f5 preto bispo · d4 branco peão · f4 branco bispo · c3 branco cavalo · a2 branco peão · b2 branco peão · c2 branco peão · d2 branco rainha · f2 branco peão · g2 branco peão · h2 branco peão · c1 branco rei · d1 branco torre · f1 branco bispo · g1 branco cavalo · h1 branco torre | 2 |
| 1 | a8 preto torre · d8 preto rainha · e8 preto rei · f8 preto bispo · h8 preto torre · a7 preto peão · b7 preto peão · e7 preto peão · f7 preto peão · g7 preto peão · h7 preto peão · c6 preto cavalo · f6 preto cavalo · d5 preto peão · f5 preto bispo · d4 branco peão · f4 branco bispo · c3 branco cavalo · a2 branco peão · b2 branco peão · c2 branco peão · d2 branco rainha · f2 branco peão · g2 branco peão · h2 branco peão · c1 branco rei · d1 branco torre · f1 branco bispo · g1 branco cavalo · h1 branco torre | a8 preto torre · d8 preto rainha · e8 preto rei · f8 preto bispo · h8 preto torre · a7 preto peão · b7 preto peão · e7 preto peão · f7 preto peão · g7 preto peão · h7 preto peão · c6 preto cavalo · f6 preto cavalo · d5 preto peão · f5 preto bispo · d4 branco peão · f4 branco bispo · c3 branco cavalo · a2 branco peão · b2 branco peão · c2 branco peão · d2 branco rainha · f2 branco peão · g2 branco peão · h2 branco peão · c1 branco rei · d1 branco torre · f1 branco bispo · g1 branco cavalo · h1 branco torre | a8 preto torre · d8 preto rainha · e8 preto rei · f8 preto bispo · h8 preto torre · a7 preto peão · b7 preto peão · e7 preto peão · f7 preto peão · g7 preto peão · h7 preto peão · c6 preto cavalo · f6 preto cavalo · d5 preto peão · f5 preto bispo · d4 branco peão · f4 branco bispo · c3 branco cavalo · a2 branco peão · b2 branco peão · c2 branco peão · d2 branco rainha · f2 branco peão · g2 branco peão · h2 branco peão · c1 branco rei · d1 branco torre · f1 branco bispo · g1 branco cavalo · h1 branco torre | a8 preto torre · d8 preto rainha · e8 preto rei · f8 preto bispo · h8 preto torre · a7 preto peão · b7 preto peão · e7 preto peão · f7 preto peão · g7 preto peão · h7 preto peão · c6 preto cavalo · f6 preto cavalo · d5 preto peão · f5 preto bispo · d4 branco peão · f4 branco bispo · c3 branco cavalo · a2 branco peão · b2 branco peão · c2 branco peão · d2 branco rainha · f2 branco peão · g2 branco peão · h2 branco peão · c1 branco rei · d1 branco torre · f1 branco bispo · g1 branco cavalo · h1 branco torre | a8 preto torre · d8 preto rainha · e8 preto rei · f8 preto bispo · h8 preto torre · a7 preto peão · b7 preto peão · e7 preto peão · f7 preto peão · g7 preto peão · h7 preto peão · c6 preto cavalo · f6 preto cavalo · d5 preto peão · f5 preto bispo · d4 branco peão · f4 branco bispo · c3 branco cavalo · a2 branco peão · b2 branco peão · c2 branco peão · d2 branco rainha · f2 branco peão · g2 branco peão · h2 branco peão · c1 branco rei · d1 branco torre · f1 branco bispo · g1 branco cavalo · h1 branco torre | a8 preto torre · d8 preto rainha · e8 preto rei · f8 preto bispo · h8 preto torre · a7 preto peão · b7 preto peão · e7 preto peão · f7 preto peão · g7 preto peão · h7 preto peão · c6 preto cavalo · f6 preto cavalo · d5 preto peão · f5 preto bispo · d4 branco peão · f4 branco bispo · c3 branco cavalo · a2 branco peão · b2 branco peão · c2 branco peão · d2 branco rainha · f2 branco peão · g2 branco peão · h2 branco peão · c1 branco rei · d1 branco torre · f1 branco bispo · g1 branco cavalo · h1 branco torre | a8 preto torre · d8 preto rainha · e8 preto rei · f8 preto bispo · h8 preto torre · a7 preto peão · b7 preto peão · e7 preto peão · f7 preto peão · g7 preto peão · h7 preto peão · c6 preto cavalo · f6 preto cavalo · d5 preto peão · f5 preto bispo · d4 branco peão · f4 branco bispo · c3 branco cavalo · a2 branco peão · b2 branco peão · c2 branco peão · d2 branco rainha · f2 branco peão · g2 branco peão · h2 branco peão · c1 branco rei · d1 branco torre · f1 branco bispo · g1 branco cavalo · h1 branco torre | a8 preto torre · d8 preto rainha · e8 preto rei · f8 preto bispo · h8 preto torre · a7 preto peão · b7 preto peão · e7 preto peão · f7 preto peão · g7 preto peão · h7 preto peão · c6 preto cavalo · f6 preto cavalo · d5 preto peão · f5 preto bispo · d4 branco peão · f4 branco bispo · c3 branco cavalo · a2 branco peão · b2 branco peão · c2 branco peão · d2 branco rainha · f2 branco peão · g2 branco peão · h2 branco peão · c1 branco rei · d1 branco torre · f1 branco bispo · g1 branco cavalo · h1 branco torre | 1 |
|   | a | b | c | d | e | f | g | h |   |

Nomeado em homenagem aos grandes mestres Richárd Rapport e Baadur Jobava, este sistema pode ser uma surpresa contra as pretas, que esperam um desenvolvimento típico e podem ter investido demais em um ataque na ala de rei.
1.d4 d5 2. Cc3 Cf6 3. Bf4
Esta posição também pode ser alcançada por meio de 1.d4 Cf6 2. Cc3 d5 3. Bf4. As pretas geralmente jogam 3...c5, 3...e6, 3. . . Bf5, 3...c6, 3...g6, 3. . . Cc6, ou 3...a6.

### 1.d4 Cf6 2. Cf3 e6 3. Bf4
As pretas geralmente jogam 3...b6, 3...c5 ou 3...d5, transpondo acima.

### 1.d4 Cf6 2. Cf3 g6 3. Bf4
O jogo geralmente vai 3. . . Bg7 4.e3 d6 5. Be2 0-0 6,0-0. Como é usual na Defesa Índia do Rei, as pretas podem atacar no centro com ...c5 ou ...e5. Depois de 6...c5 7.c3, as pretas geralmente jogam 7...b6, 7. . . Db6, 7. . . Cc6, 7. . . Be6, ou 7...cxd4. As pretas podem preparar ...e5 de várias maneiras, geralmente começando com 6. . . Cbd7, 6. . . Cc6, ou 6. . . Cfd7.
Posteriormente, se não for impedido pelos movimentos das pretas, as brancas gostariam de construir uma pirâmide de peões centrada em d4 e desenvolver todas as peças menores. Isso pode ser alcançado em várias ordens, por exemplo, 1.d4, 2. Bf4, 3. Cf3, 4.e3, 5.c3, 6. Cbd2, 7. Bd3.

## Exemplos de jogos
- Gata Kamsky vs. Samuel Shankland, Sturbridge, MA 2014:
 1.d4 Cf6 2.Bf4 d5 3.e3 e6 4.Cd2 c5 5.c3 Cc6 6.Cgf3 Bd6 7.Bg3 0-0 8.Bd3 De7 9.Ce5 Cd7 10.Cxd7 ! Bxd7 11.Bxd6 Dxd6 12.dxc5 Dxc5 ? 13.Bxh7+ !! Rxh7 14.Dh5+ Rg8 15.Ce4 Dc4 16.Cg5 Tfd8 17.Dxf7+ Rh8 18.Dh5+ Rg8 19.Td1! e5 20.Df7+ Rh8 21.e4 Ce7 22.Dxe7 Bb5 23.Td2 Dxa2 24.Df7 Da1+ 25.Td1 Dxb2 26.Dh5+ Rg8 27.Dh7+ Rf8 28.Dh8+ Re7 29.Dxg7+ Rd6 30.Txd5+ Rc6+ 31.Df6+ 1–0 + 1–0[9]
- Magnus Carlsen vs. Evgeny Tomashevsky, Wijk aan Zee NED 2016:
 1.d4 Cf6 2. Cf3 e6 3. Bf4 b6 4.e3 Bb7 5.h3 Be7 6. Bd3 0-0 7,0-0 c5 8,c3 Cc6 9. Cbd2 d5 10. De2 Bd6 11. Rfe1 ! ? Ce7 ?! 12. Rad1 Cg6 ?! 13. Bxg6 ! hxg6 14. Bxd6 ! Dxd6 15. Ce5 g5 16.f4 !! gxf4 17. Tf1 ! Cd7 ! 18. Dh5 ! Cf6 ?! 19. Dh4 ! Dd8 20. Txf4 Ce4 ? 21. Cxe4 Dxh4 22. Txh4 dxe4 23.dxc5 bxc5 24. Rd7 ! Rab8 25.b3 ! a5 26. Tc7 a4 27.bxa4 Ba8 28.a5 Tb7 29. Txc5 Ta7 30. Cc4 1–0 (as pretas desistem )[8]